# Paul Cézanne
Paul Cézanne (19 tháng 1 năm 1839 - 22 tháng 10 năm 1906) là một họa sĩ người Pháp thuộc trường phái Hậu ấn tượng; ông là người được cho là cây cầu nối giữa trường phái ấn tượng thế kỷ 19 tới trường phái lập thể thế kỷ 20.
Các tác phẩm của Cézanne thể hiện sự sắc sảo trong thiết kế, màu sắc, pha trộn. Những nét vẽ tìm tòi, nhạy cảm của ông mang tính đặc trưng và rất dễ nhận biết.

## Gallery

### Tranh vẽ

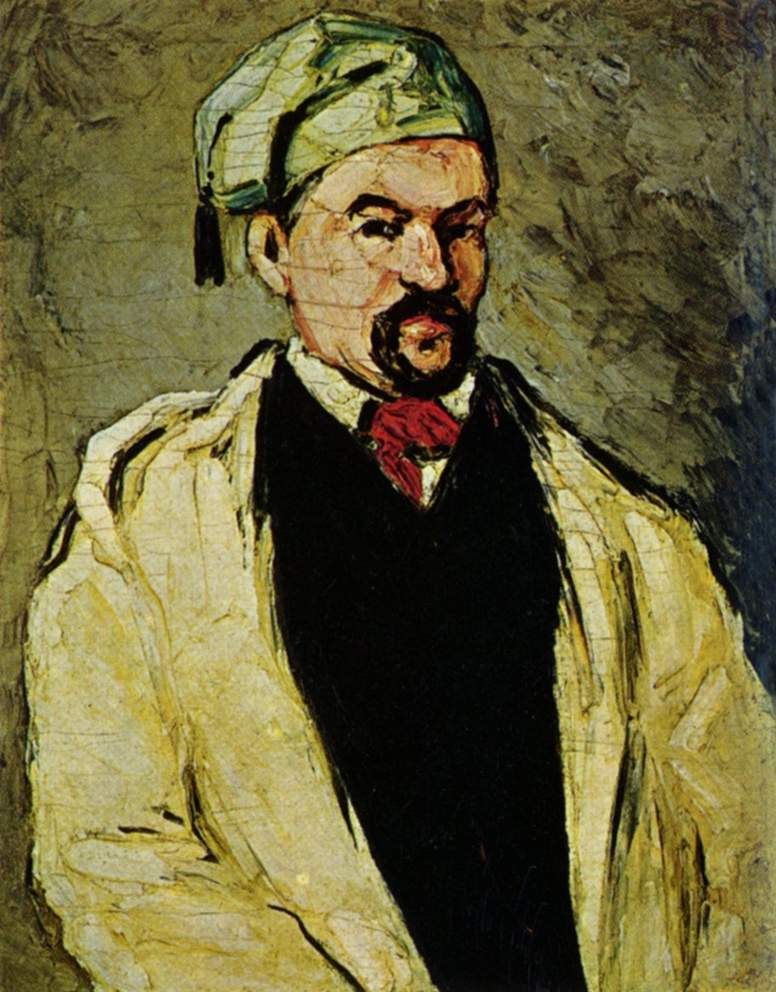
Portrait of Uncle Dominique, 1865-1867, Metropolitan Museum of Art
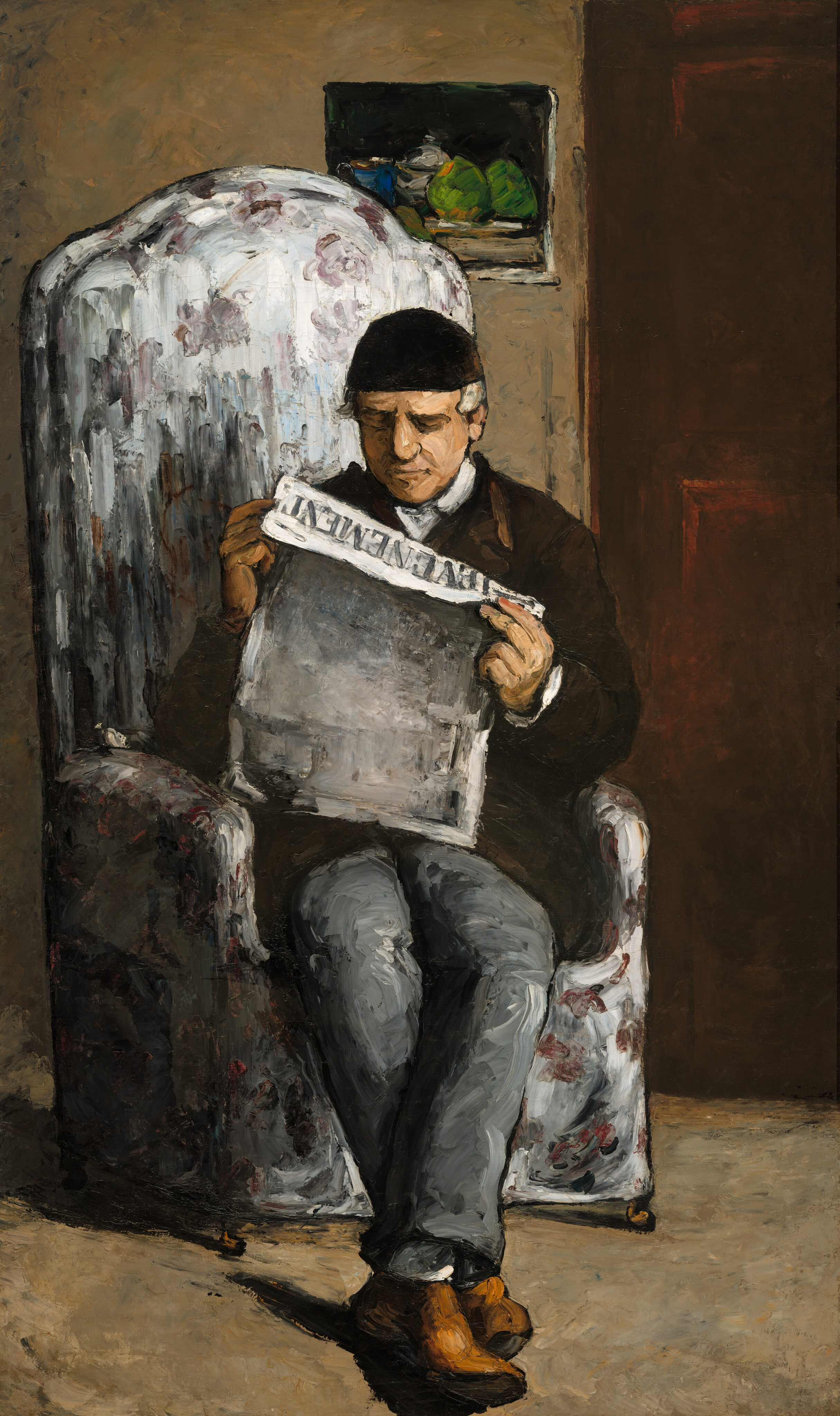
Portrait of the Artist's Father Louis-Auguste Cézanne, Reading, 1866, National Gallery of Art Washington, DC.
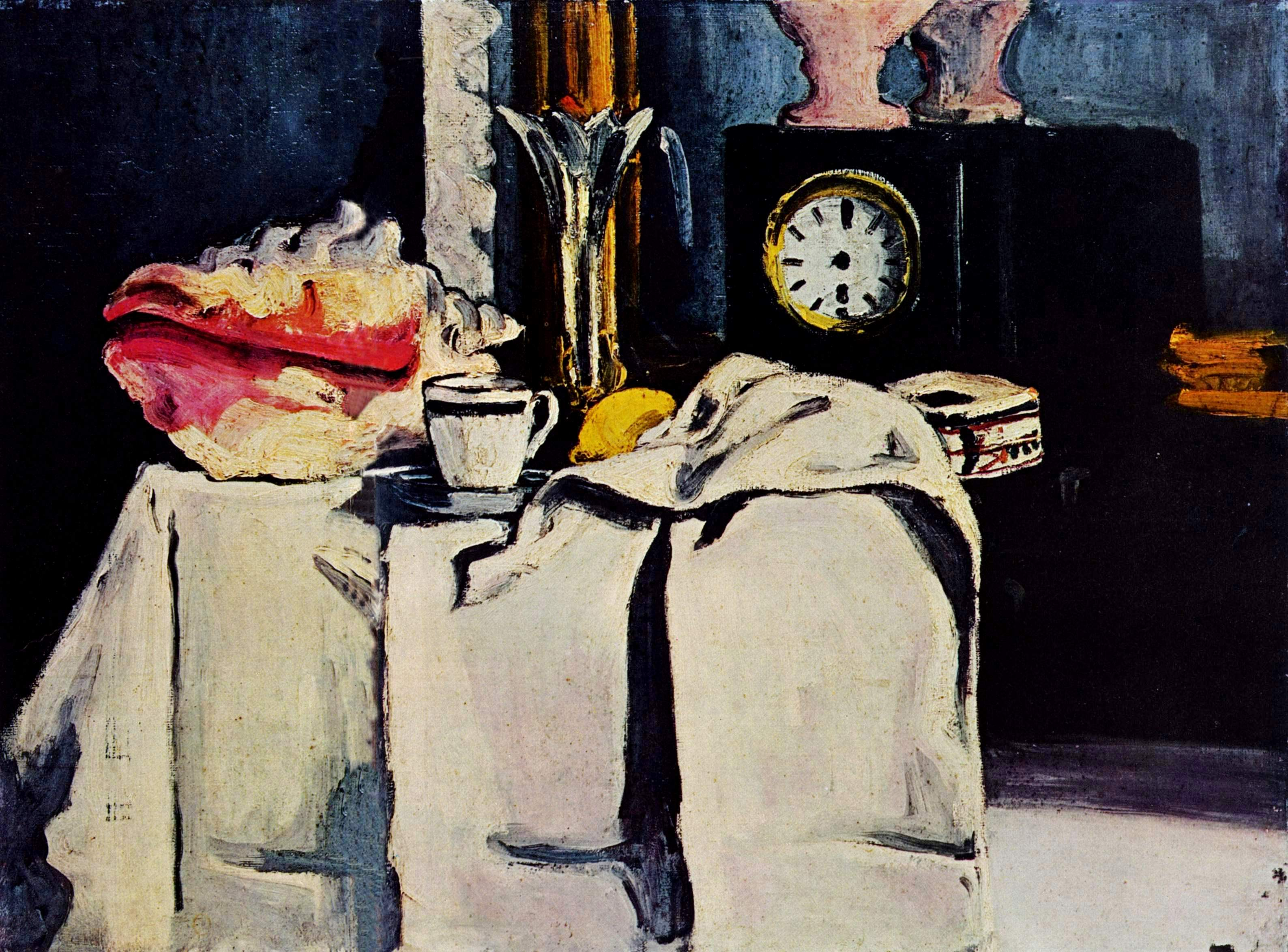
The Black Marble Clock, 1869-1871
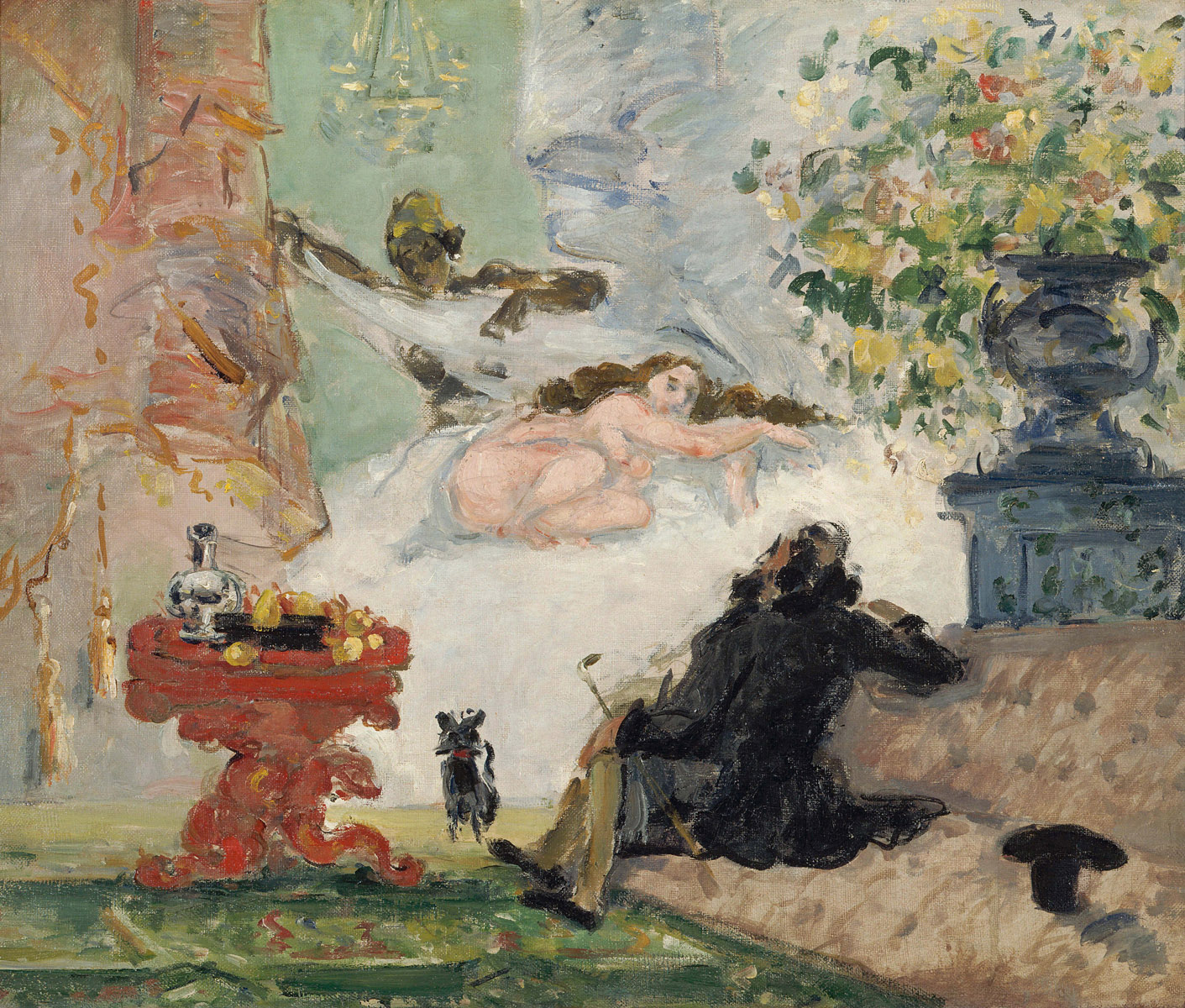
A Modern Olympia, 1873-1874, Musée d'Orsay, Paris
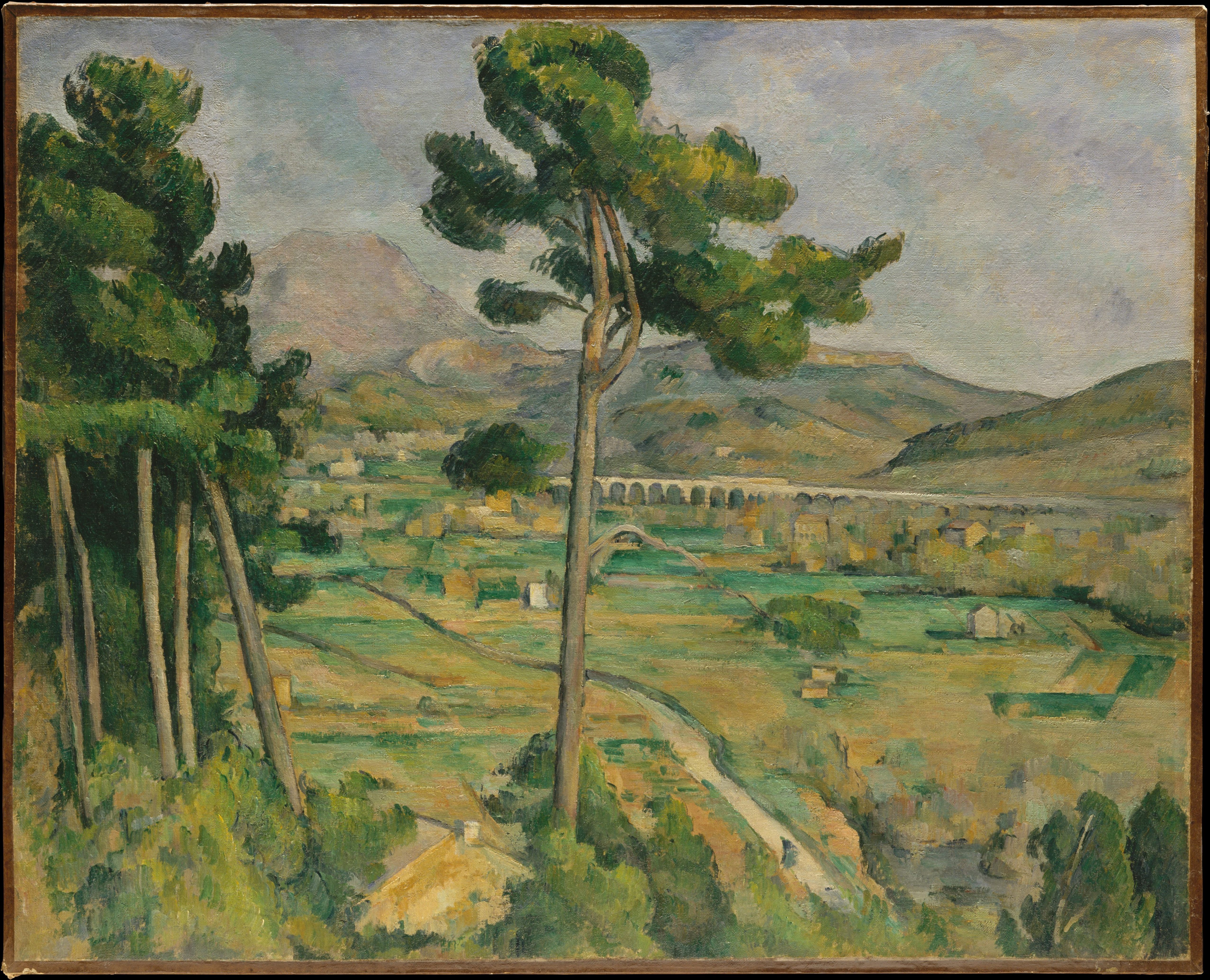
Mont Sainte-Victoire, 1882-1885, Bảo tàng nghệ thuật Metropolitan
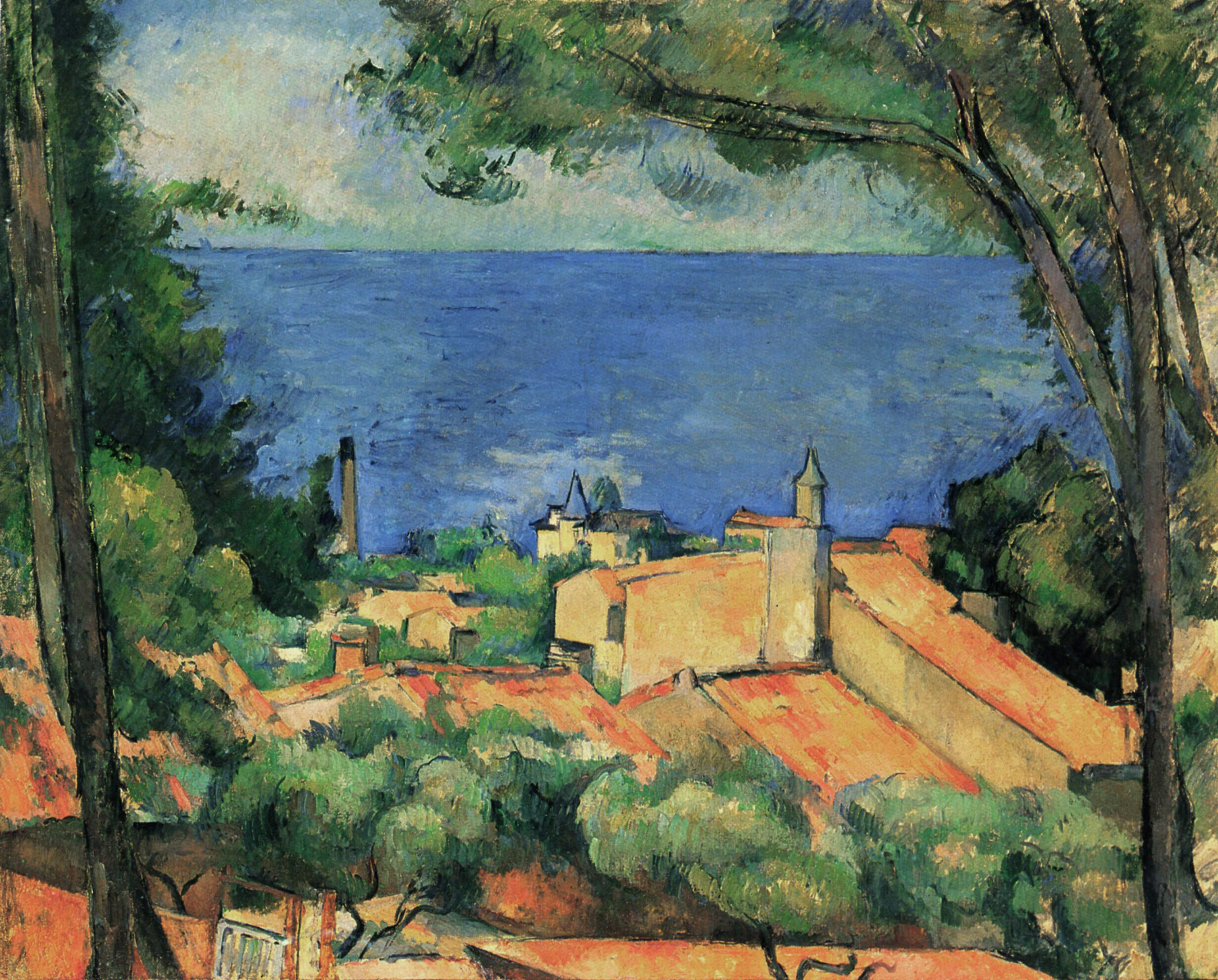
L'Estaque, 1883-1885
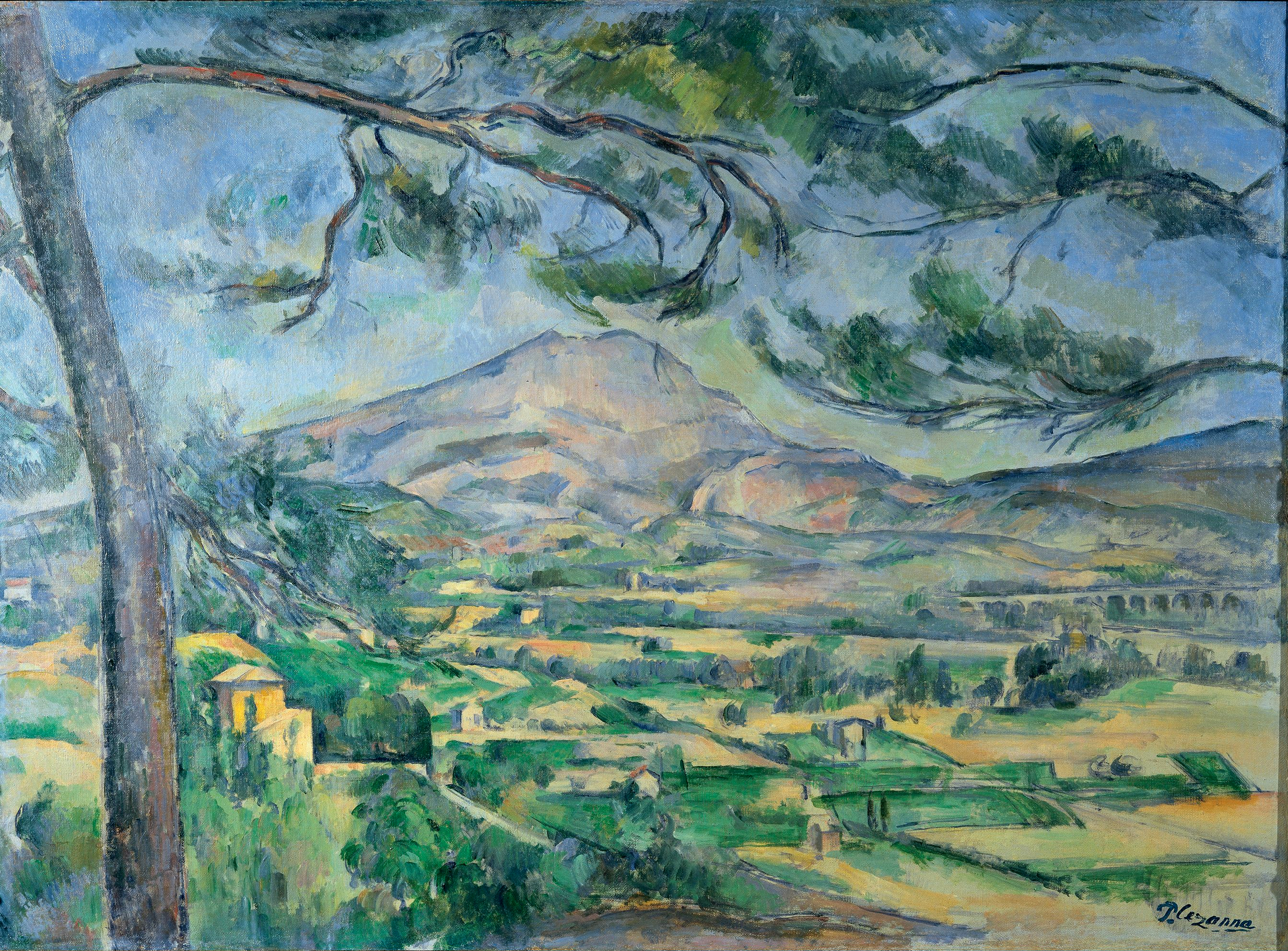
Mont Sainte-Victoire, 1885-1887
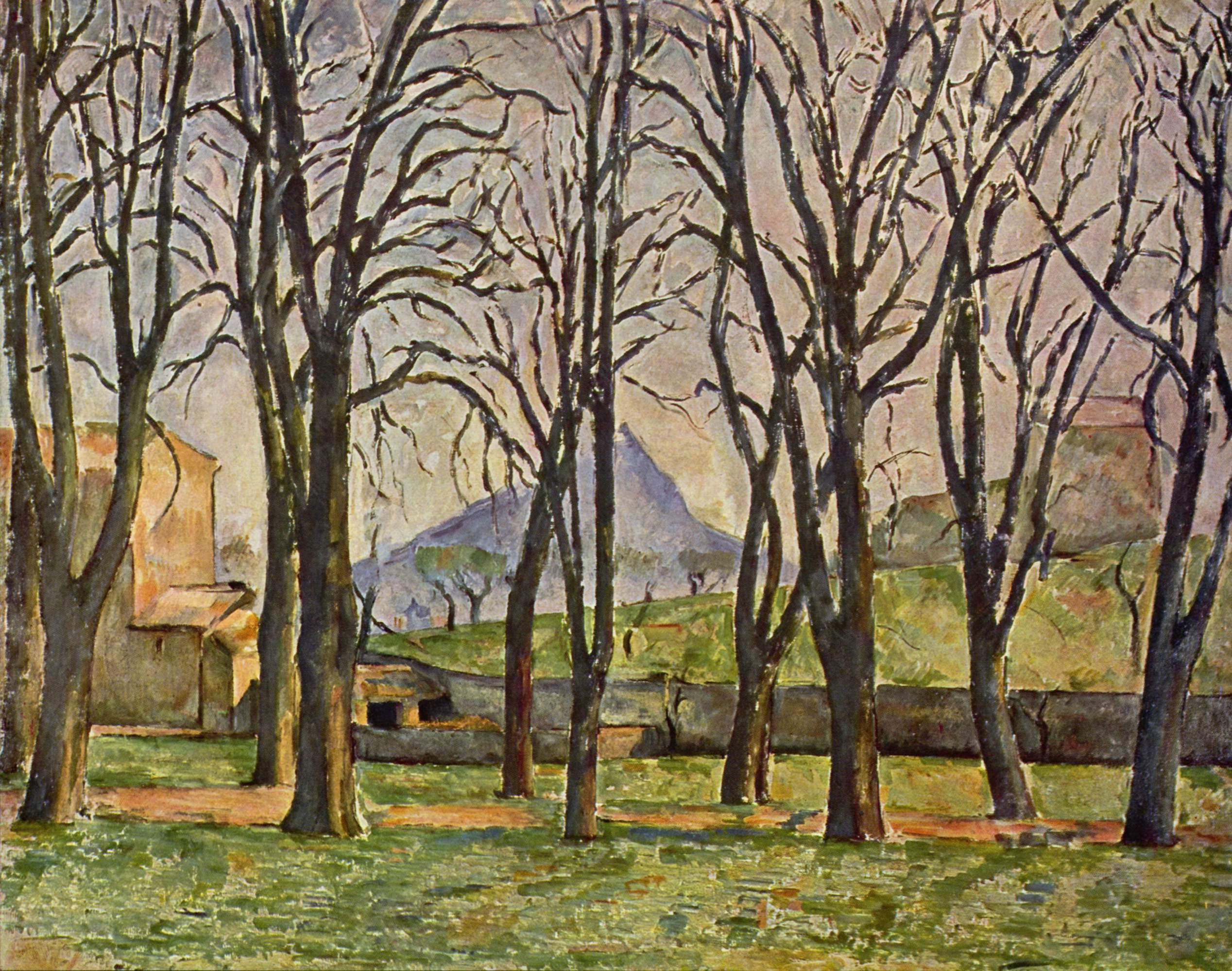
Jas de Bouffan, 1885-1887, Viện nghệ thuật Minneapolis
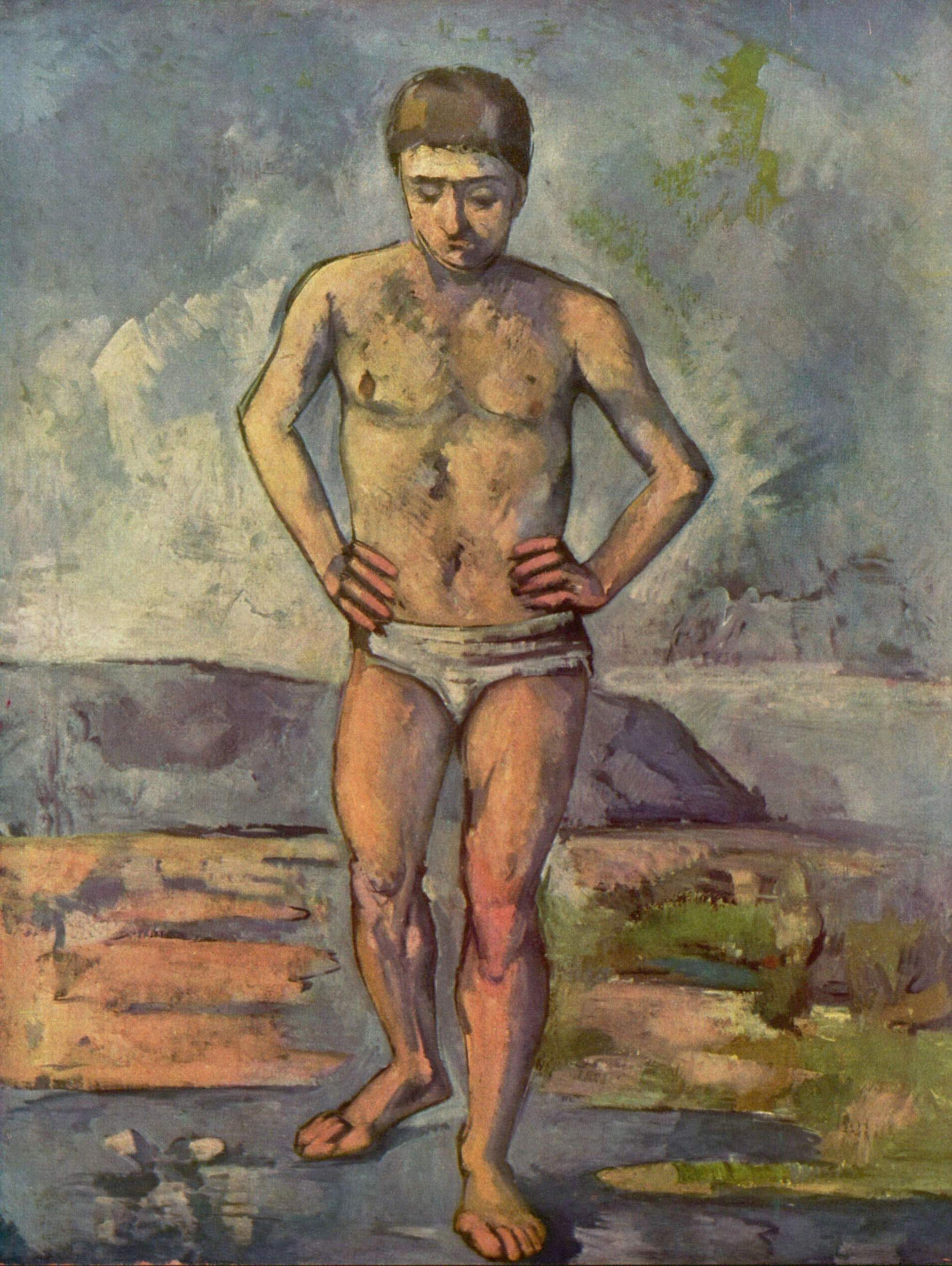
Bather, 1885-1887, Bảo tàng nghệ thuật hiện đại
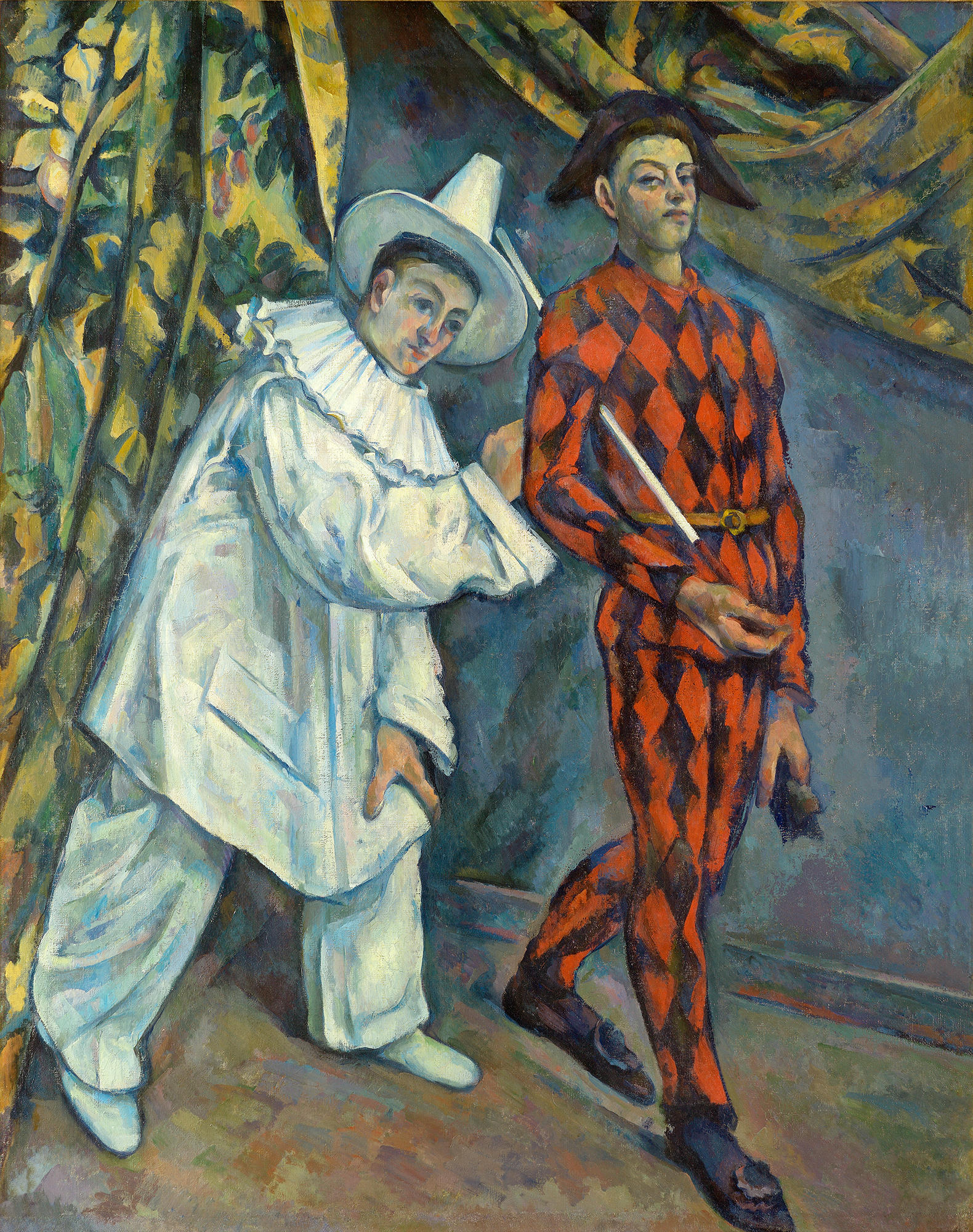
Fastnacht (Mardi Gras), 1888, Bảo tàng Pushkin, Moskva
Boy in a Red Vest, 1888-1890, National Gallery of Art Washington, DC.
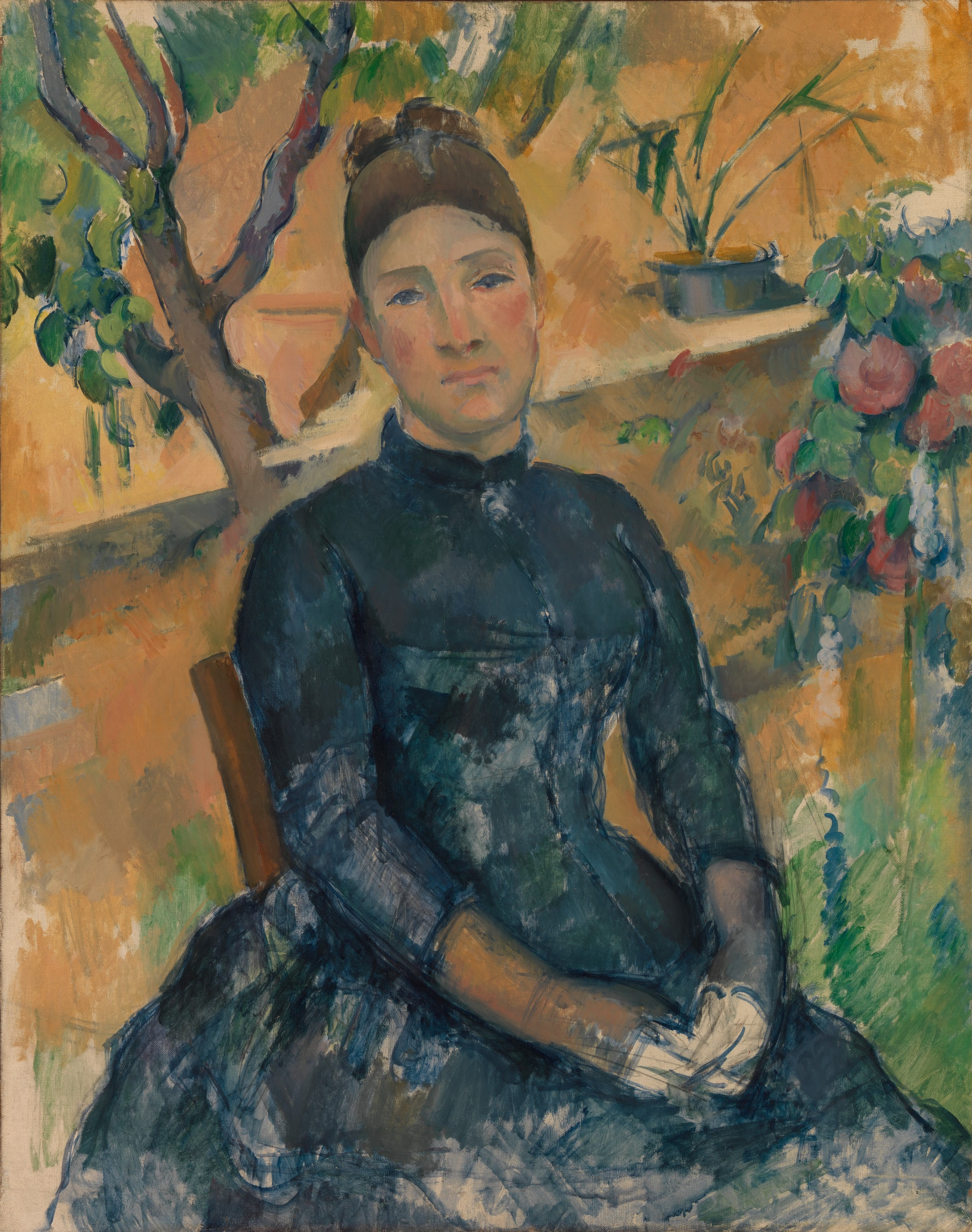
Madame Cezanne in the Greenhouse, 1891-1892, Bảo tàng nghệ thuật Metropolitan
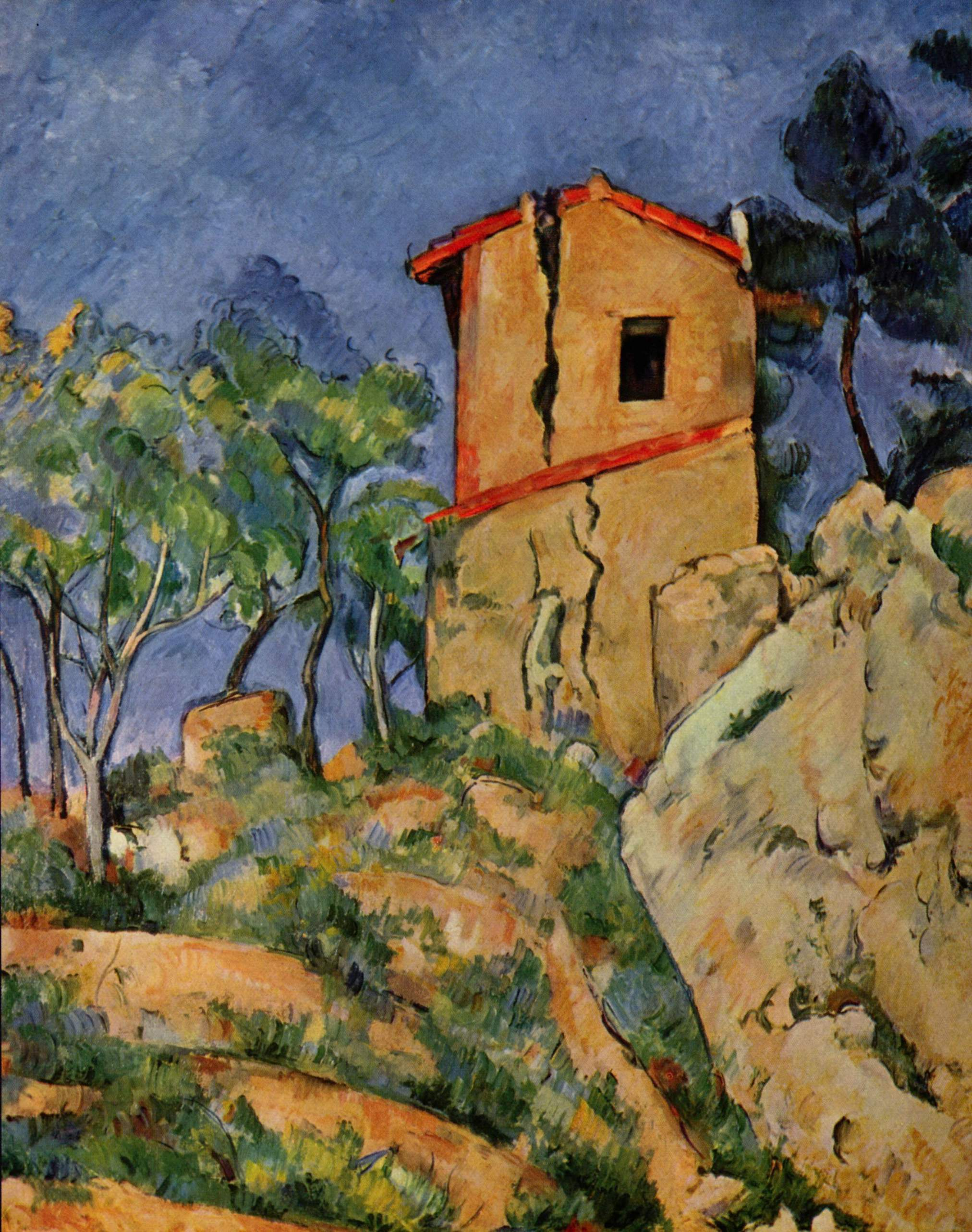
The House with Burst Walls, 1892-1894
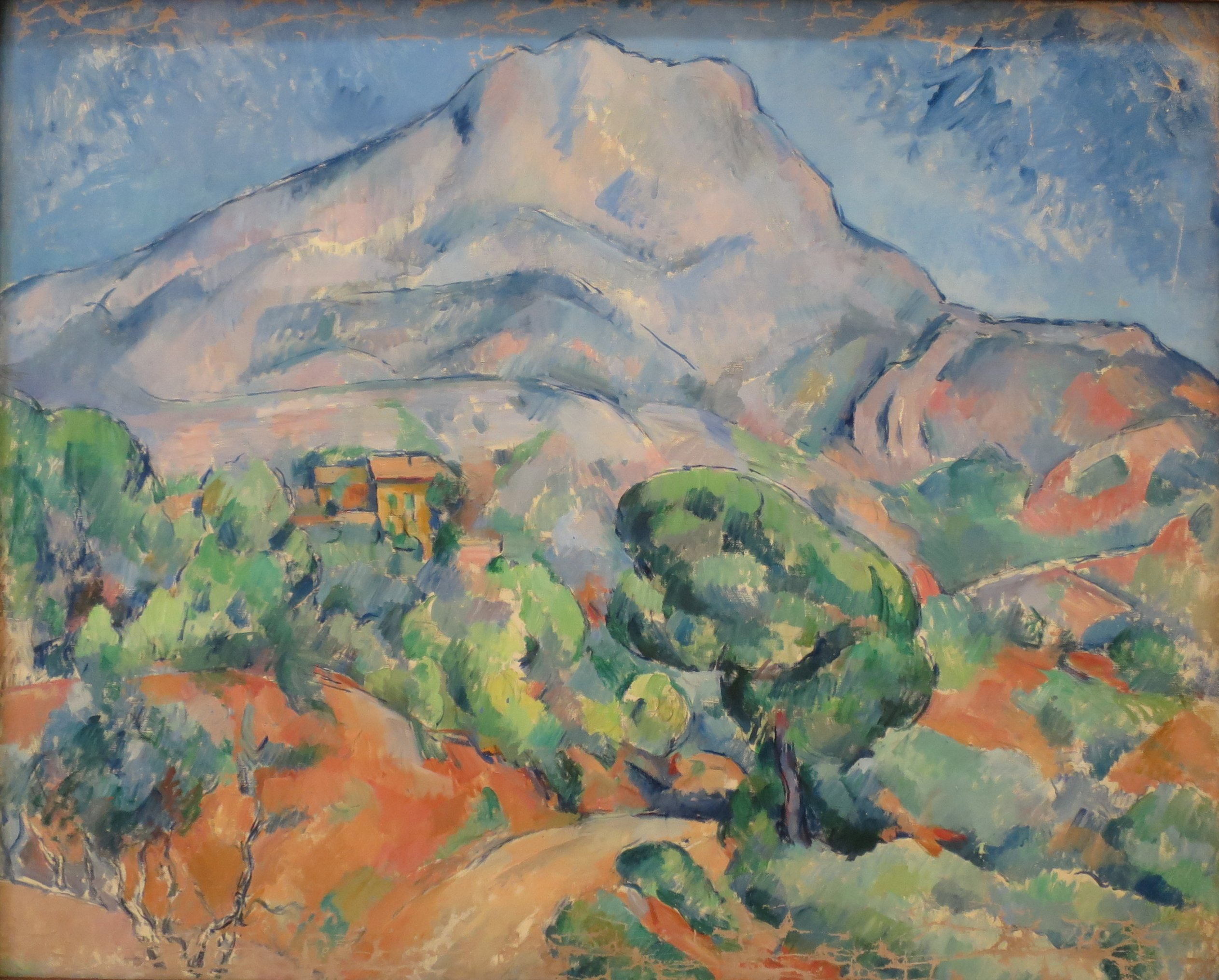
Road Before the Mountains, Sainte-Victoire, 1898-1902, Bảo tàng Hermitage, St. Petersburg
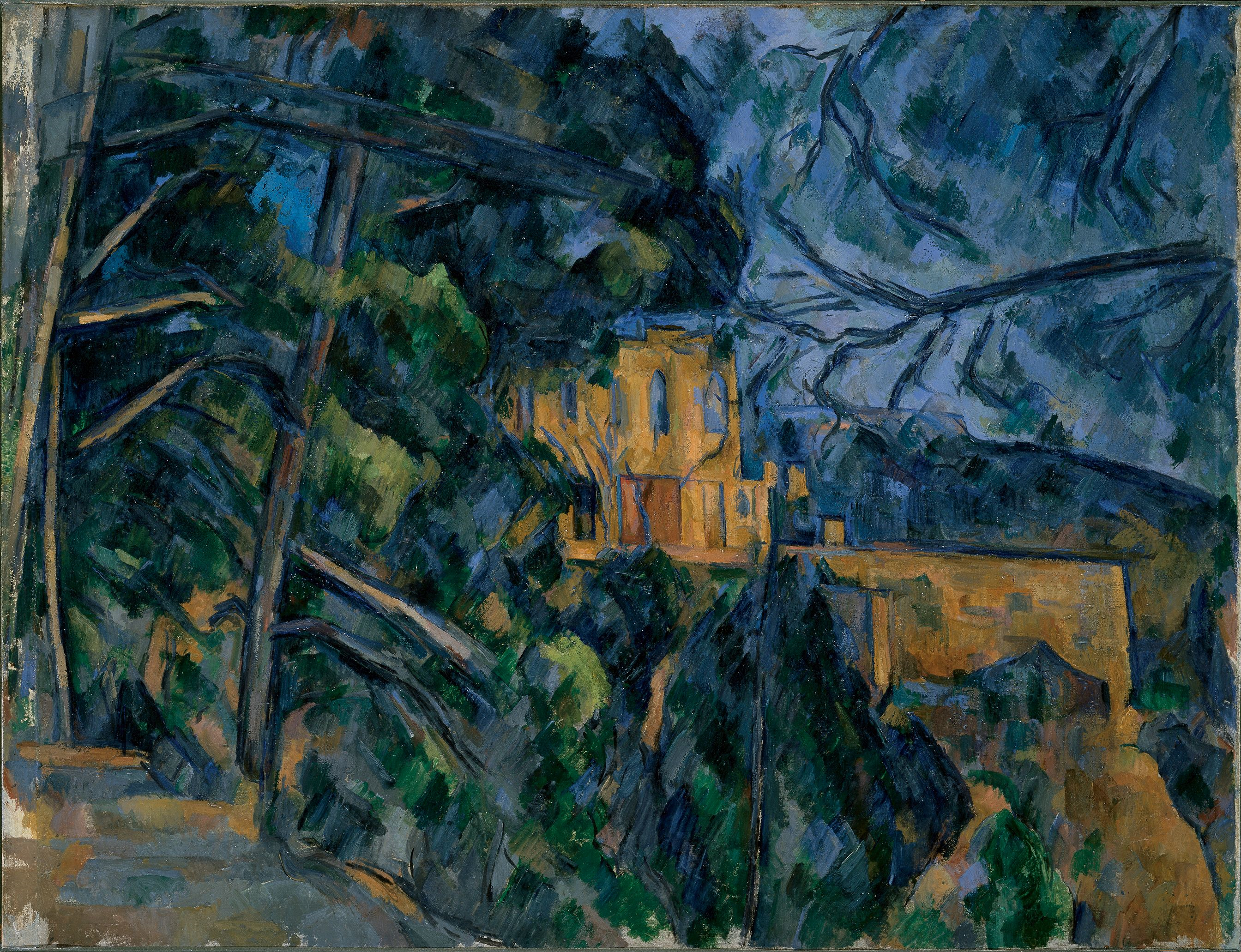
Château Noir, 1900-1904, National Gallery of Art Washington, DC.
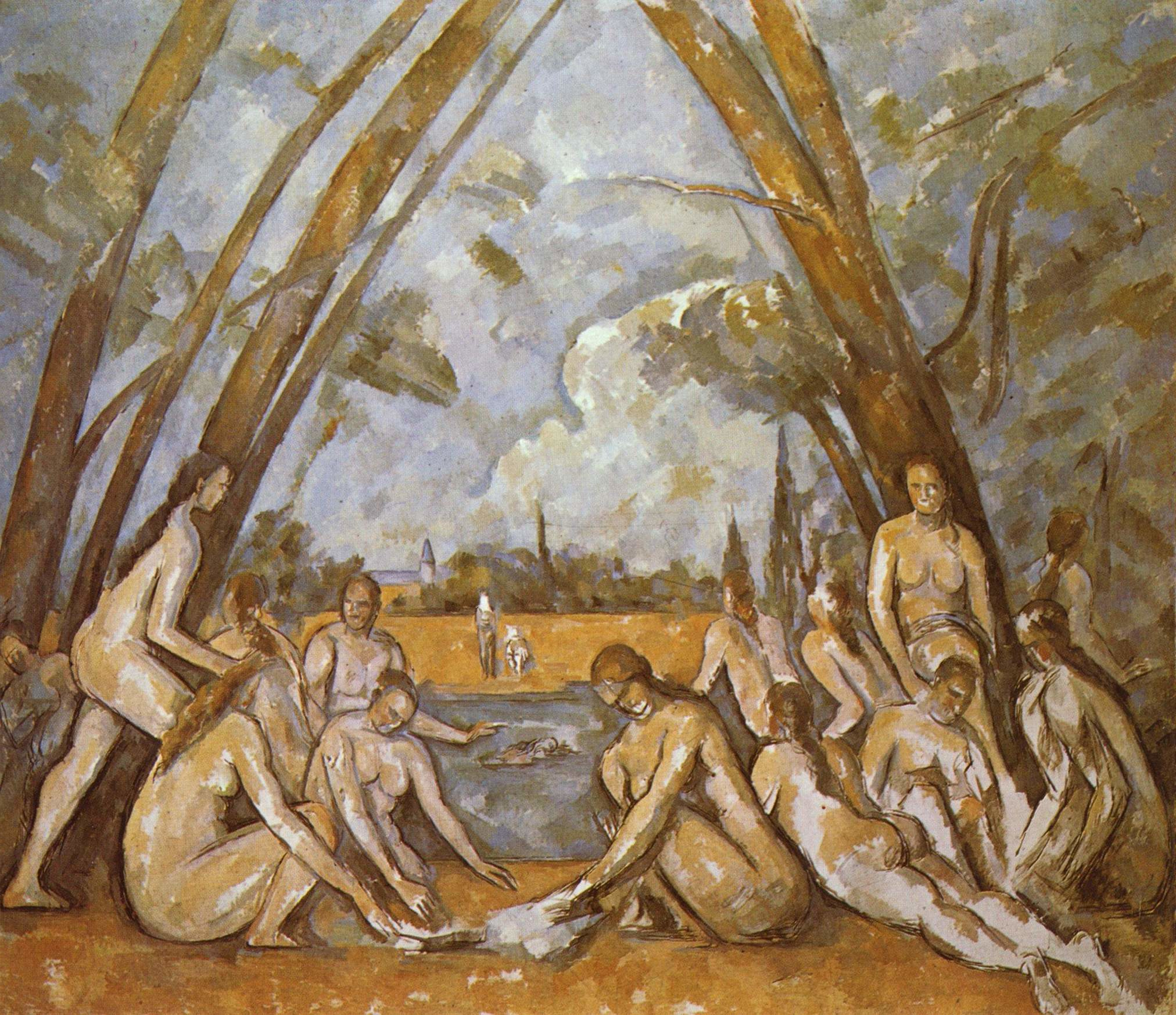
Bathers, 1898-1905, Bảo tàng nghệ thuật Philadelphia

### Tranh tĩnh vật

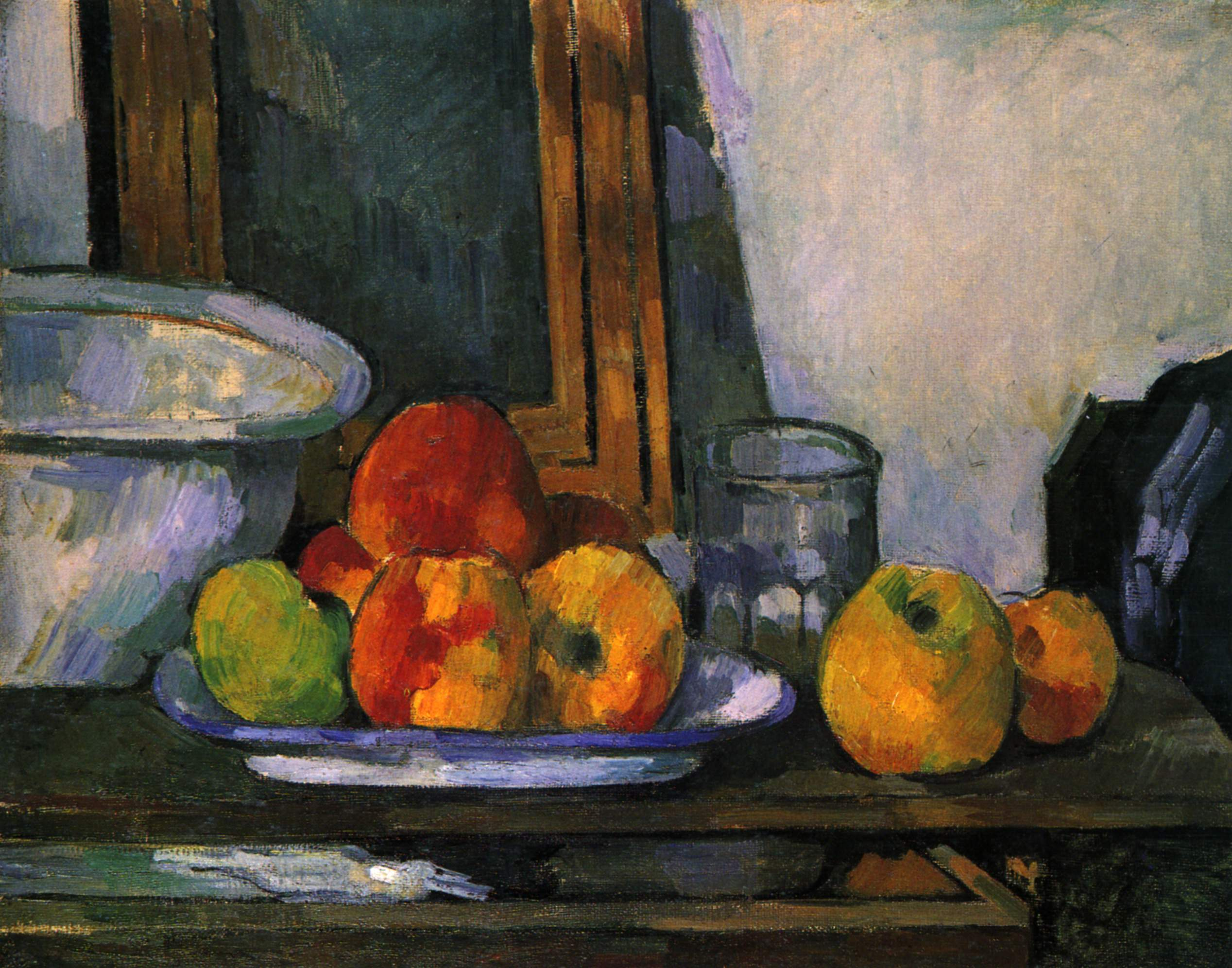
Still Life with an Open Drawer, 1877-1879,
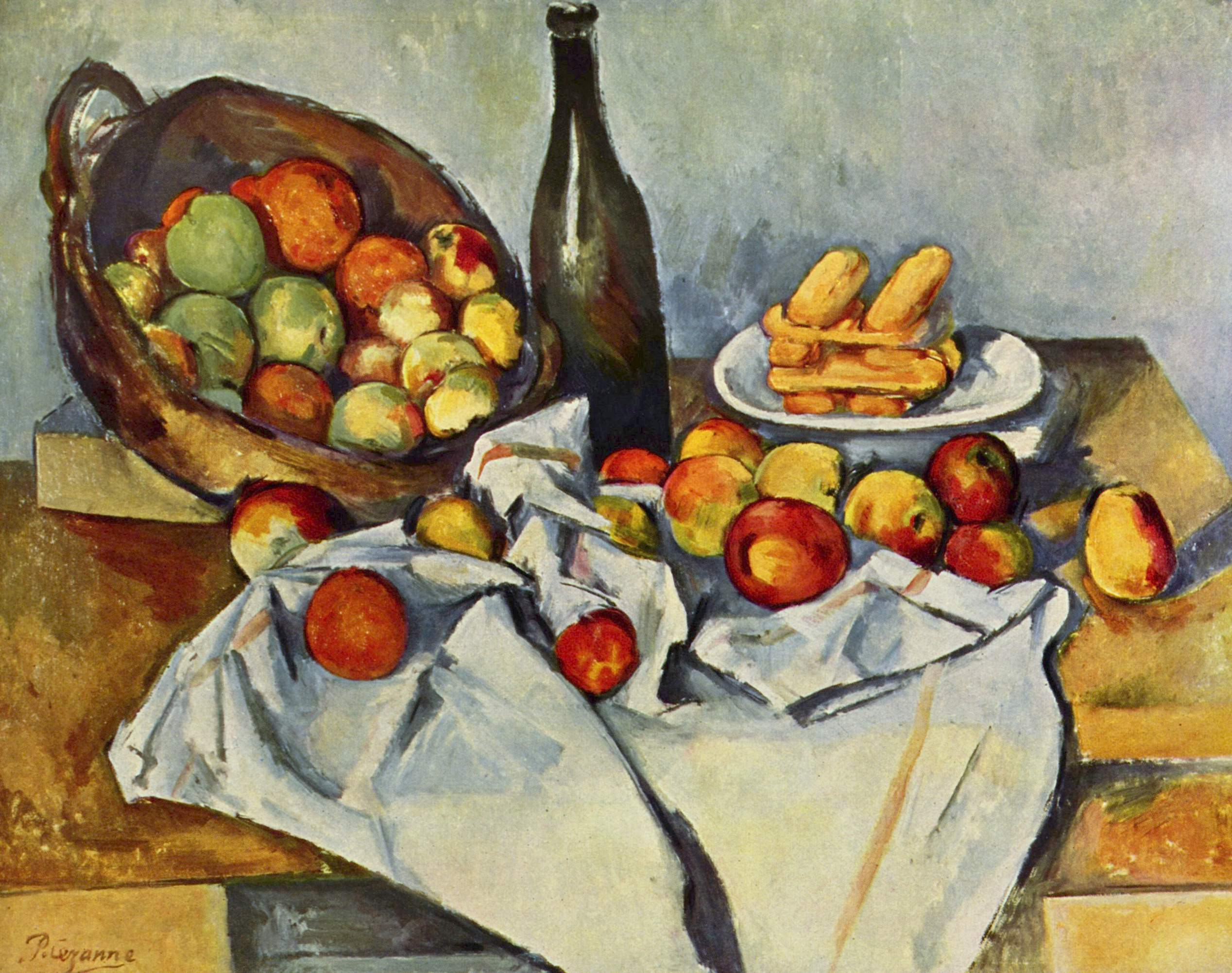
The Basket of Apples, 1890-1894, Viện nghệ thuật Chicago
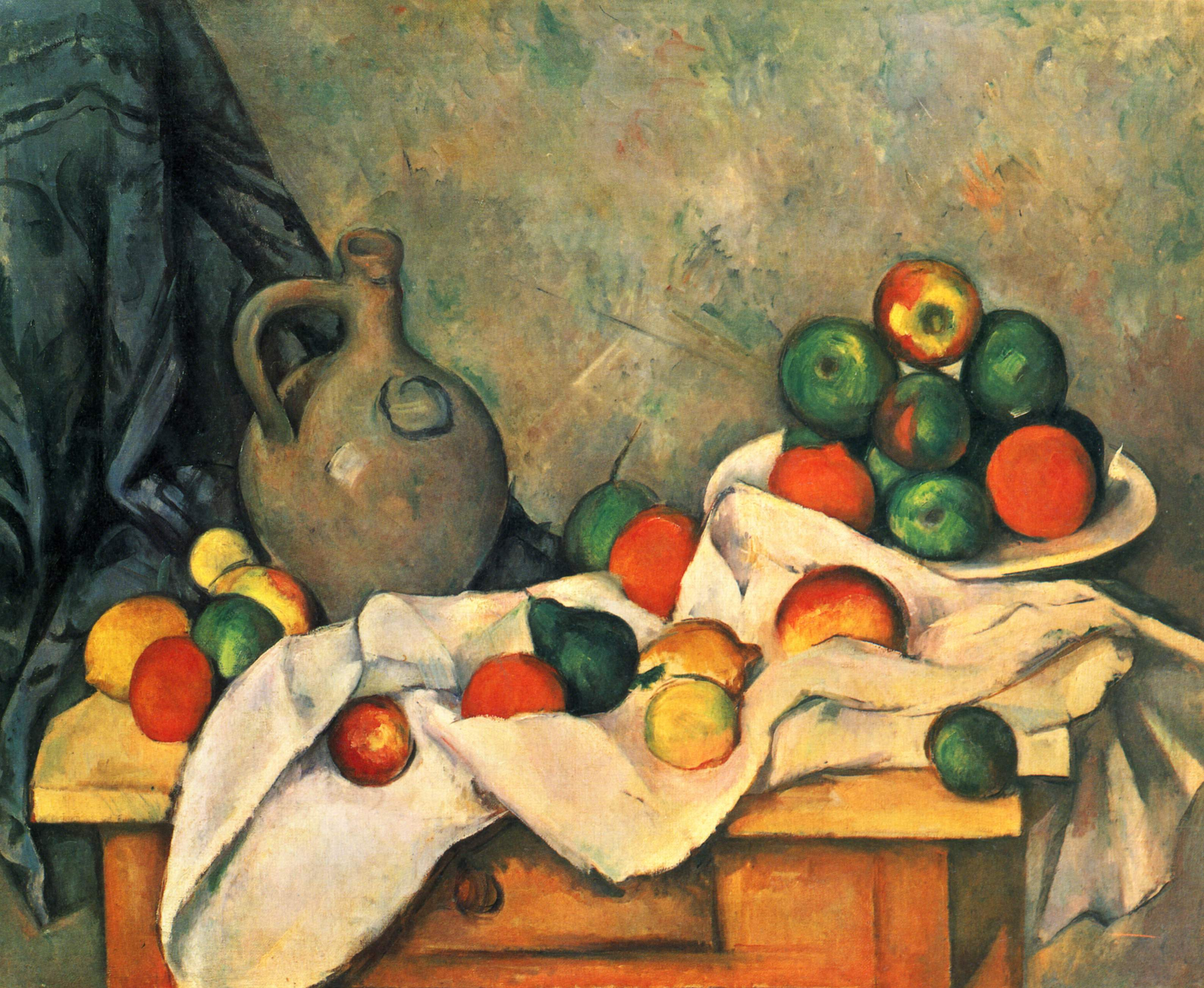
Still Life, Drapery, Pitcher, and Fruit Bowl, 1893-1894, Bảo tàng nghệ thuật Mỹ Whitney, New York
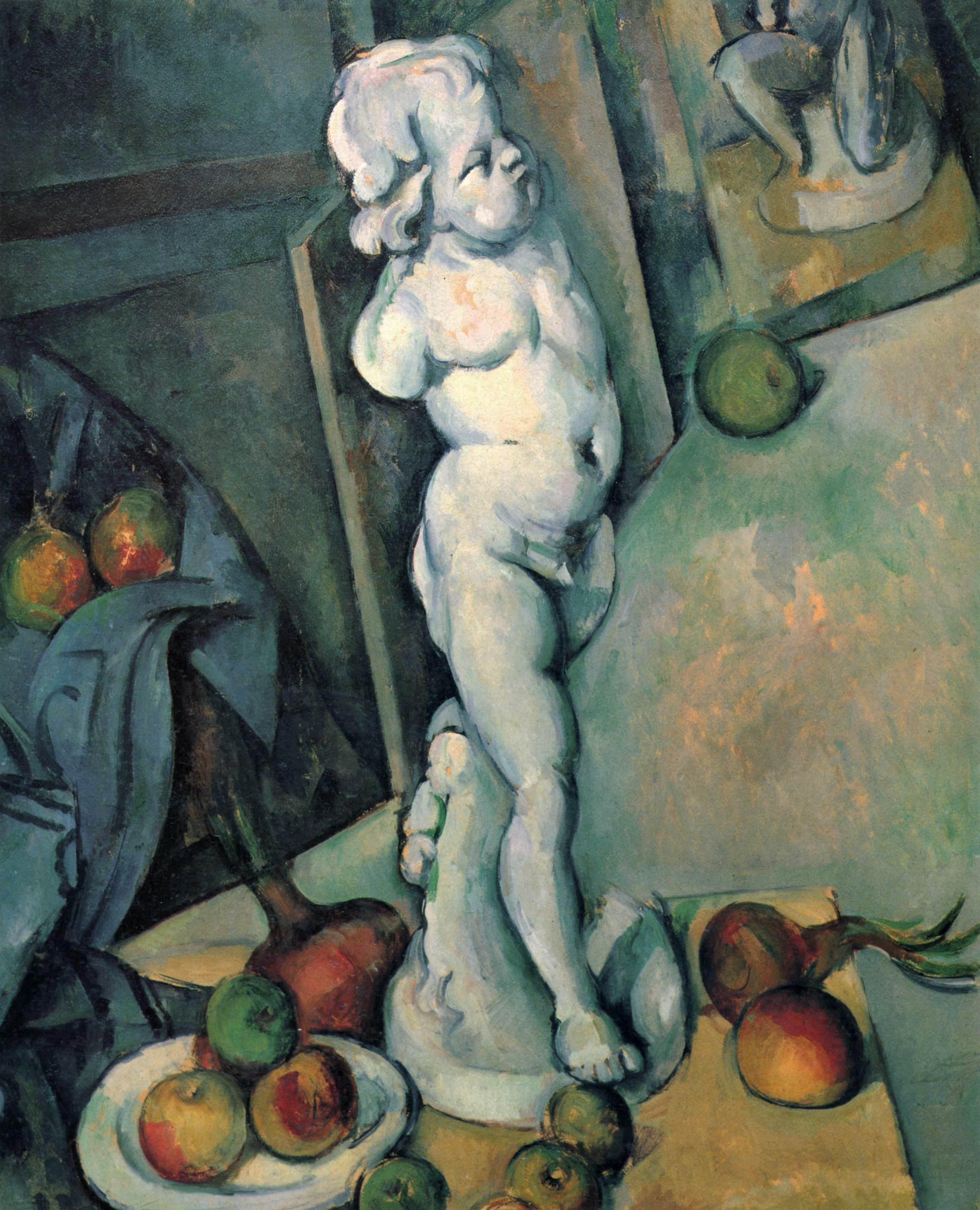
Still Life with Cherub, 1895, Courtauld Institute Galleries, London

### Tranh màu nước

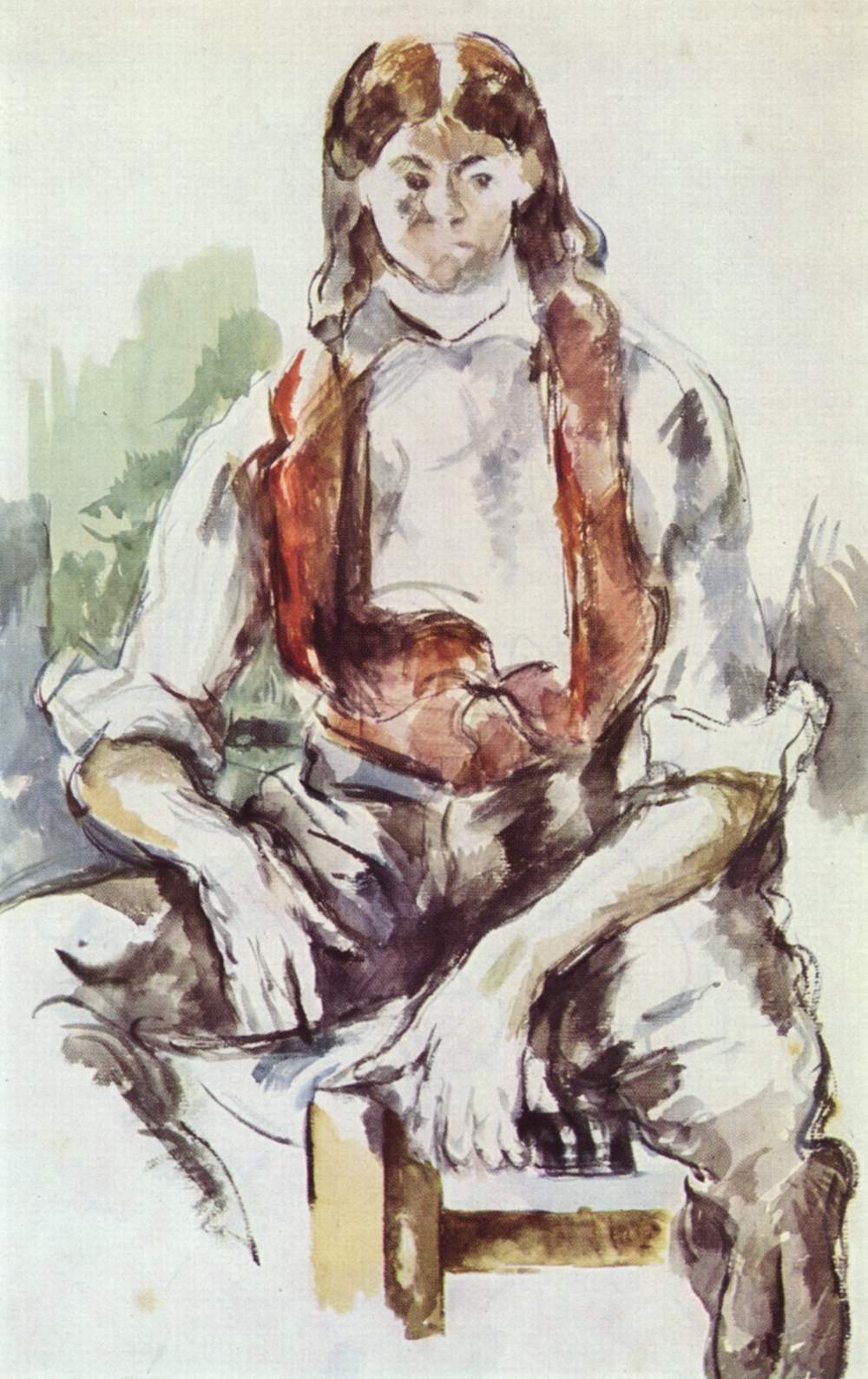
Boy with Red Vest, 1890
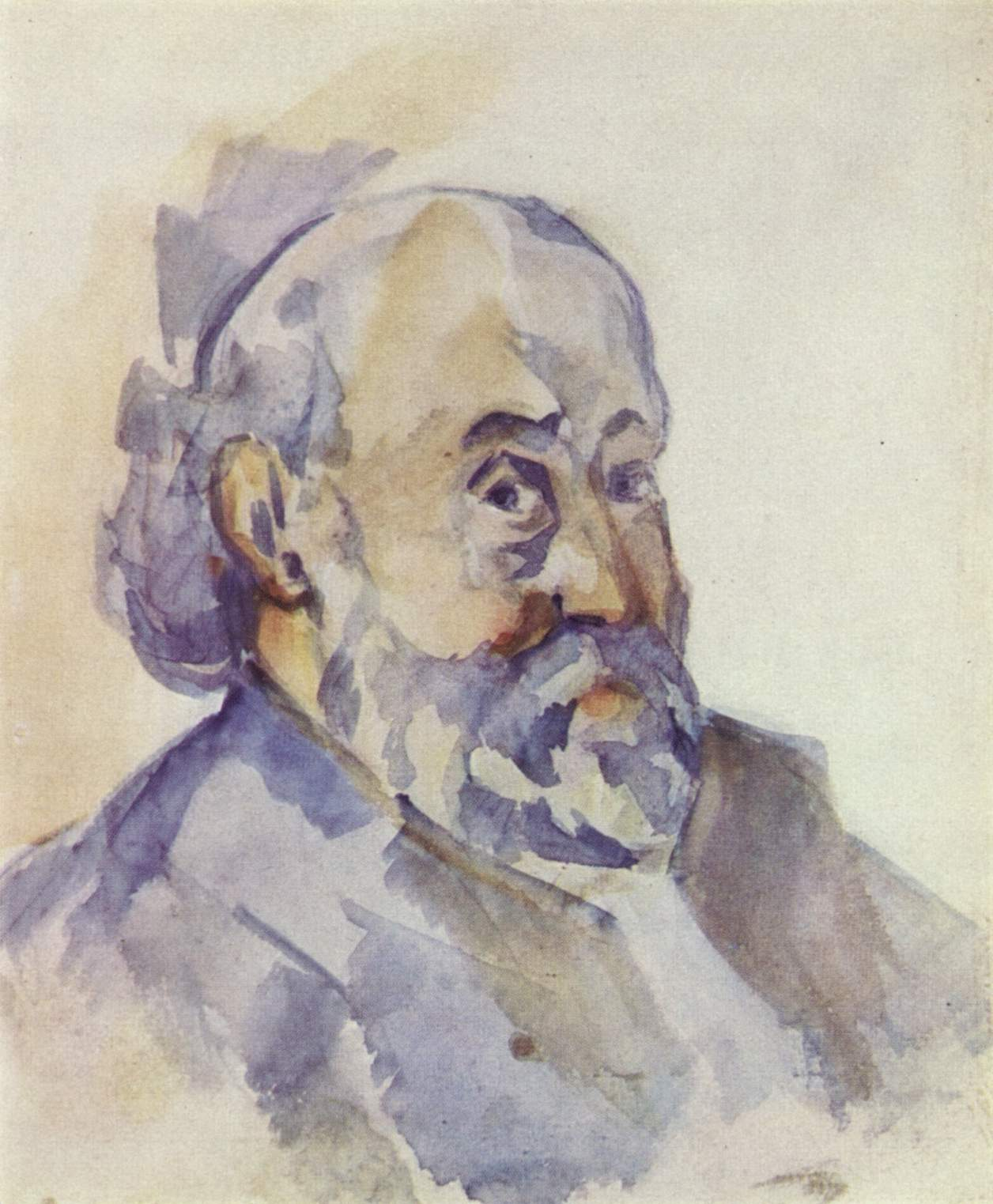
Chân dung tự họa, 1895
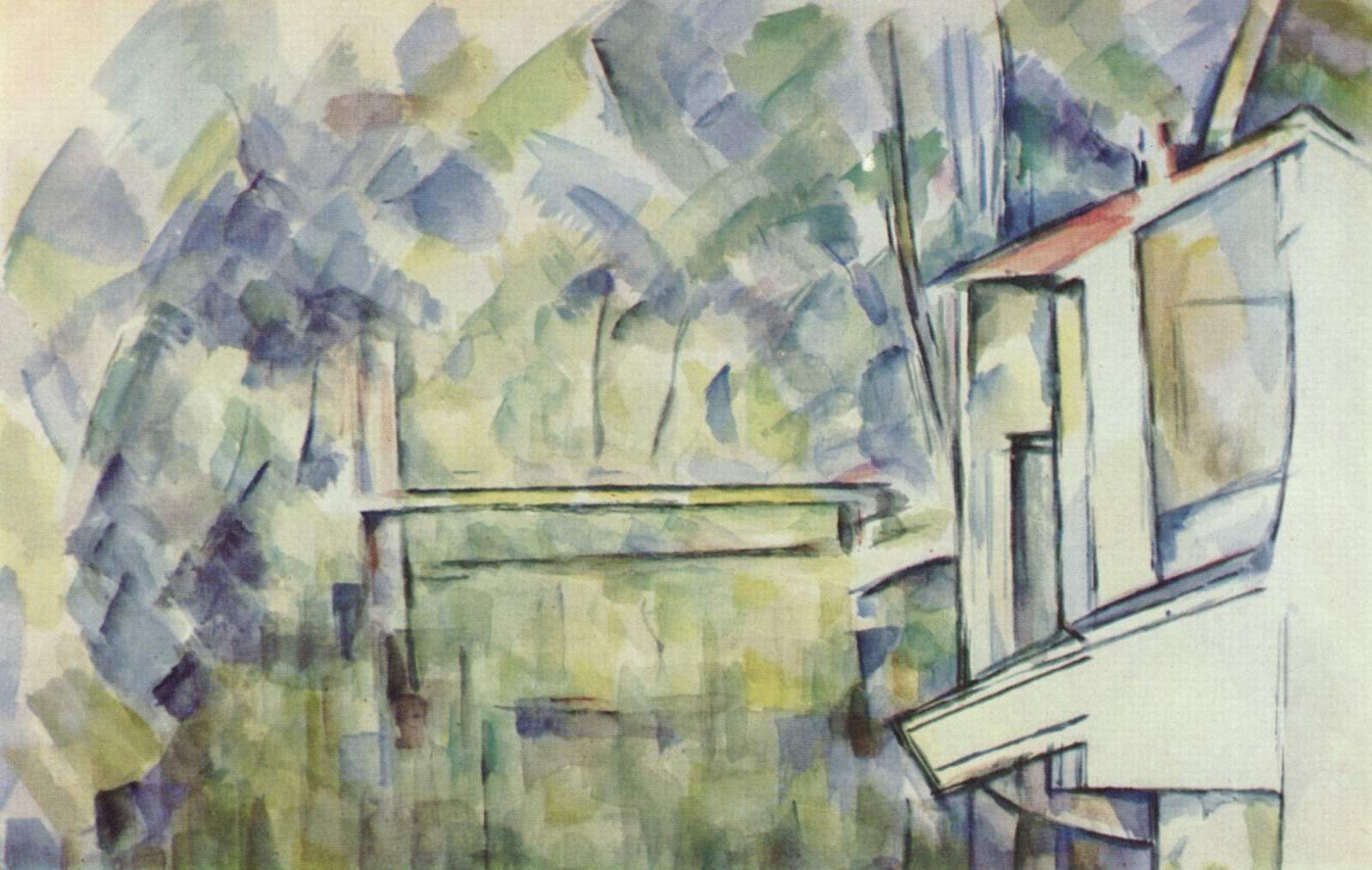
Mill at the River, 1900-1906
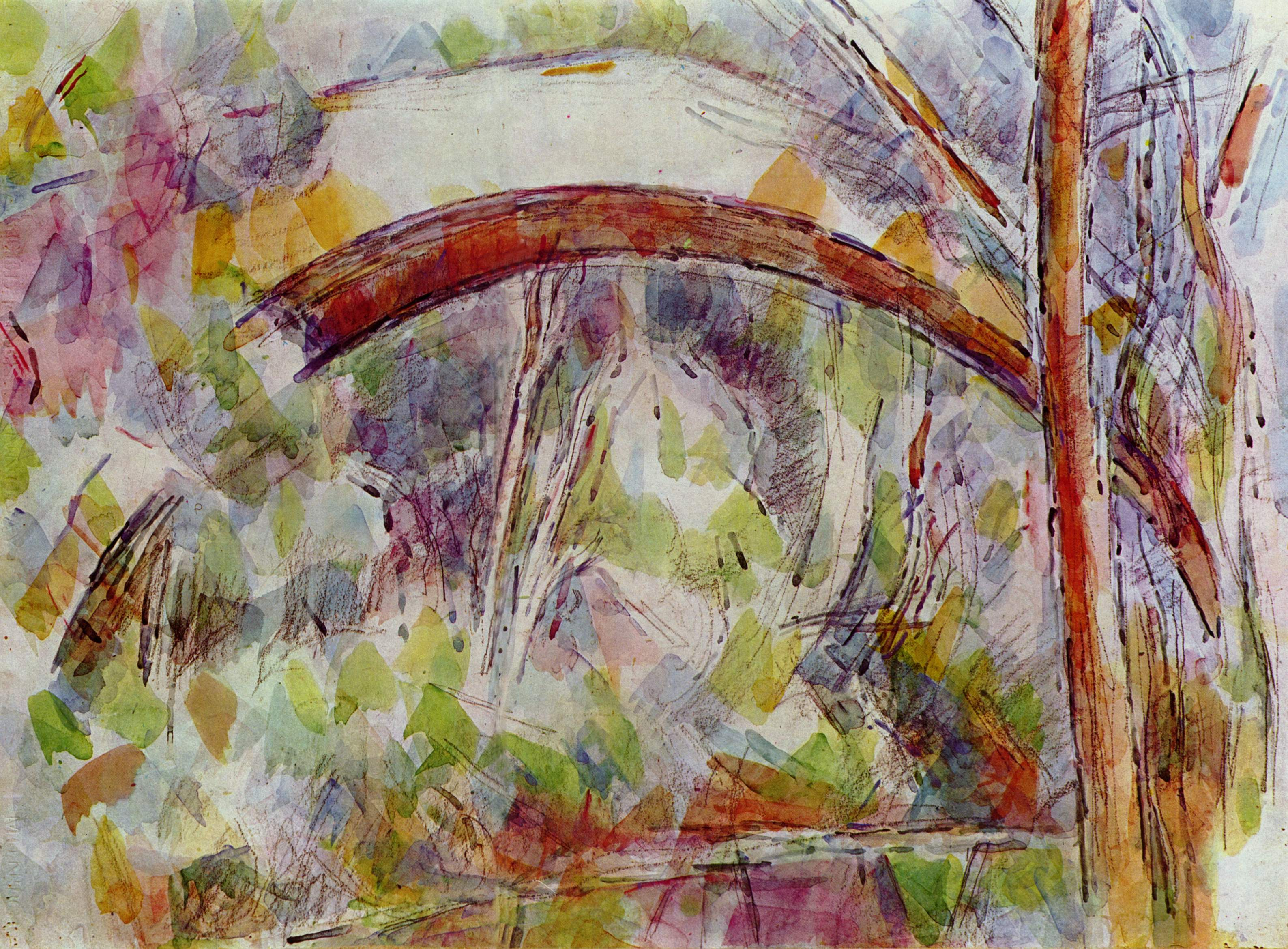
River with the Bridge of the Three Sources, 1906, Bảo tàng nghệ thuật Cincinnati

### Chân dung và chân dung tự họa

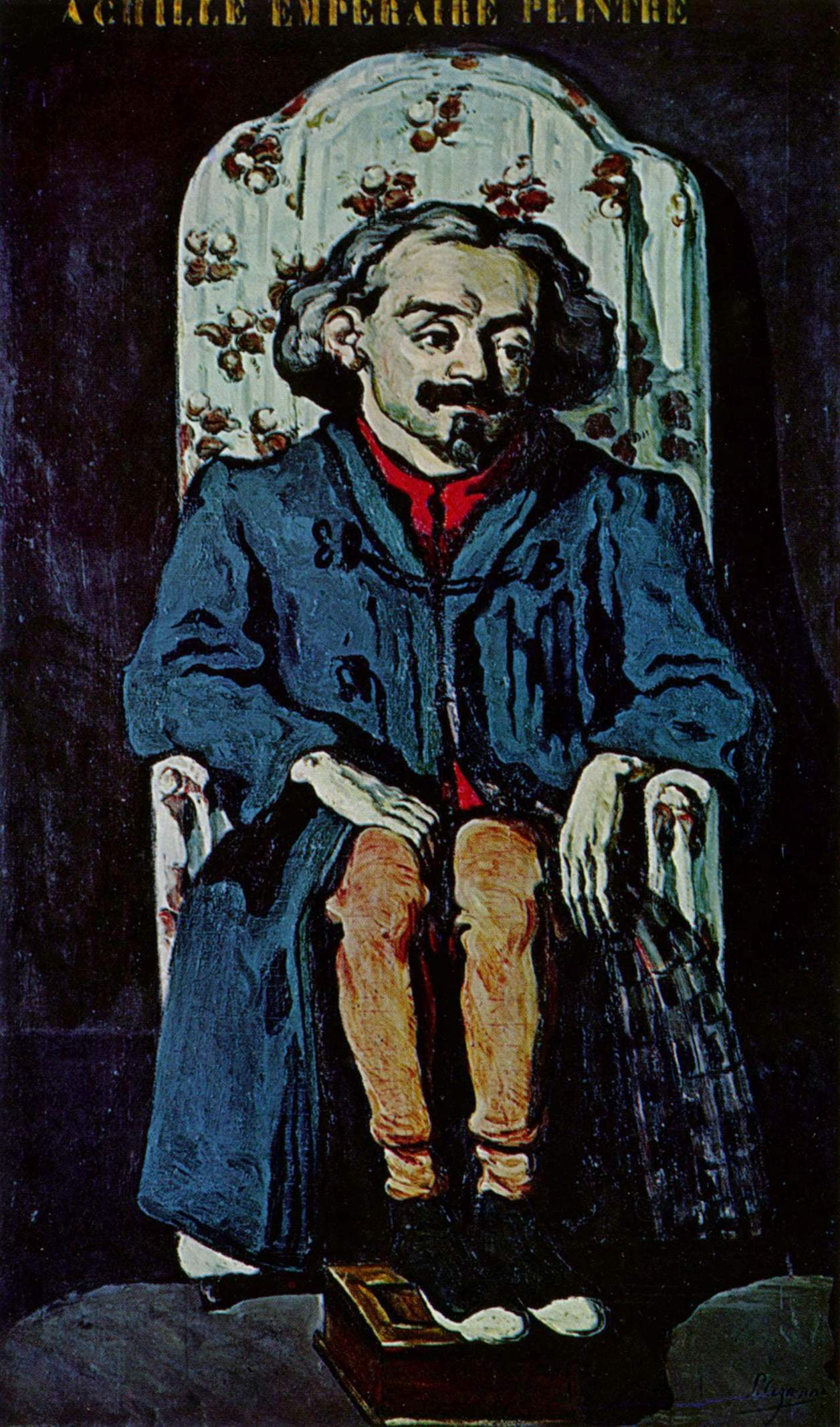
Portrait of Achille Emperaire, 1868, Musée d'Orsay
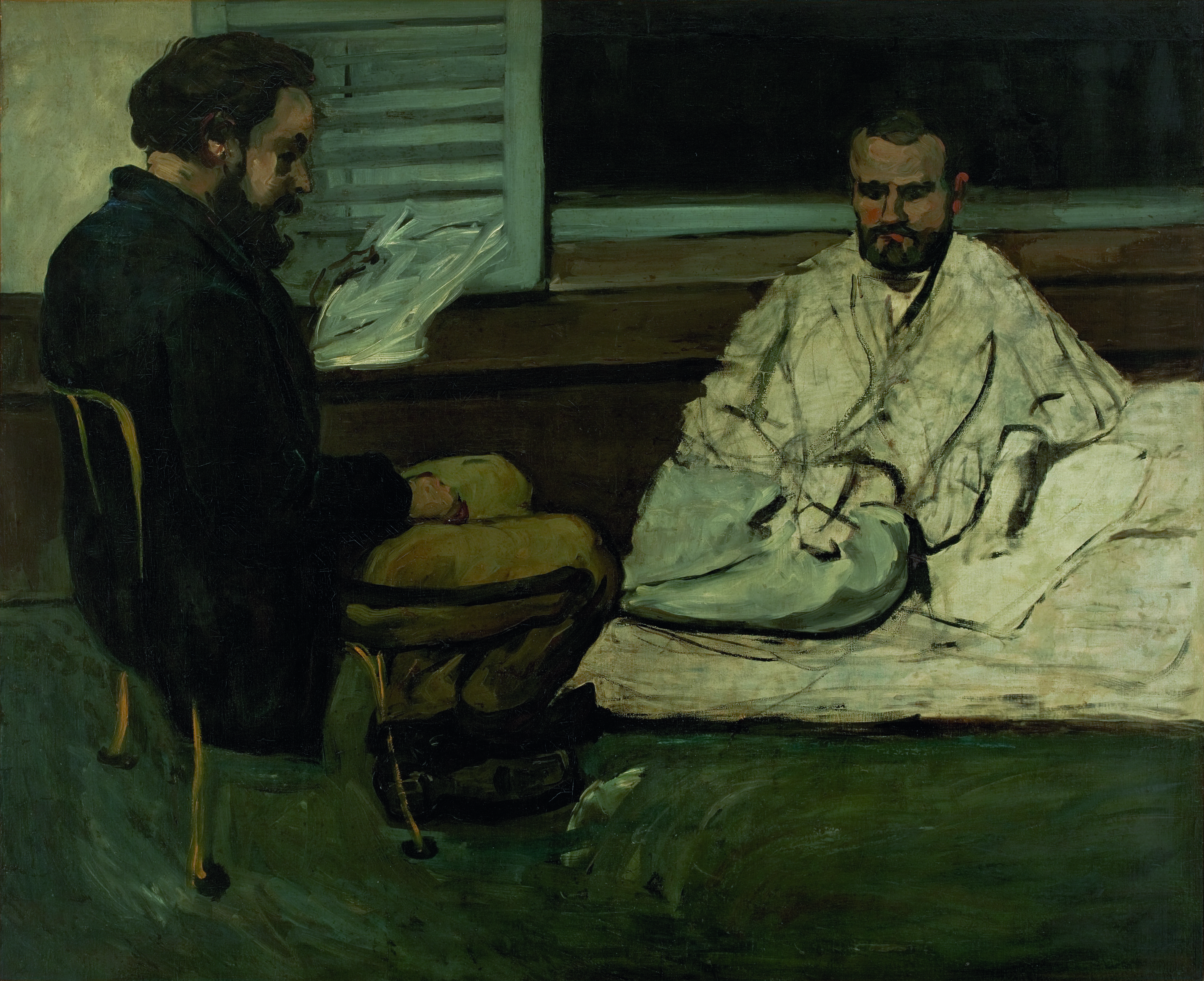
Paul Alexis reading to Emile Zola, 1869-1870, Bảo tàng nghệ thuật São Paulo
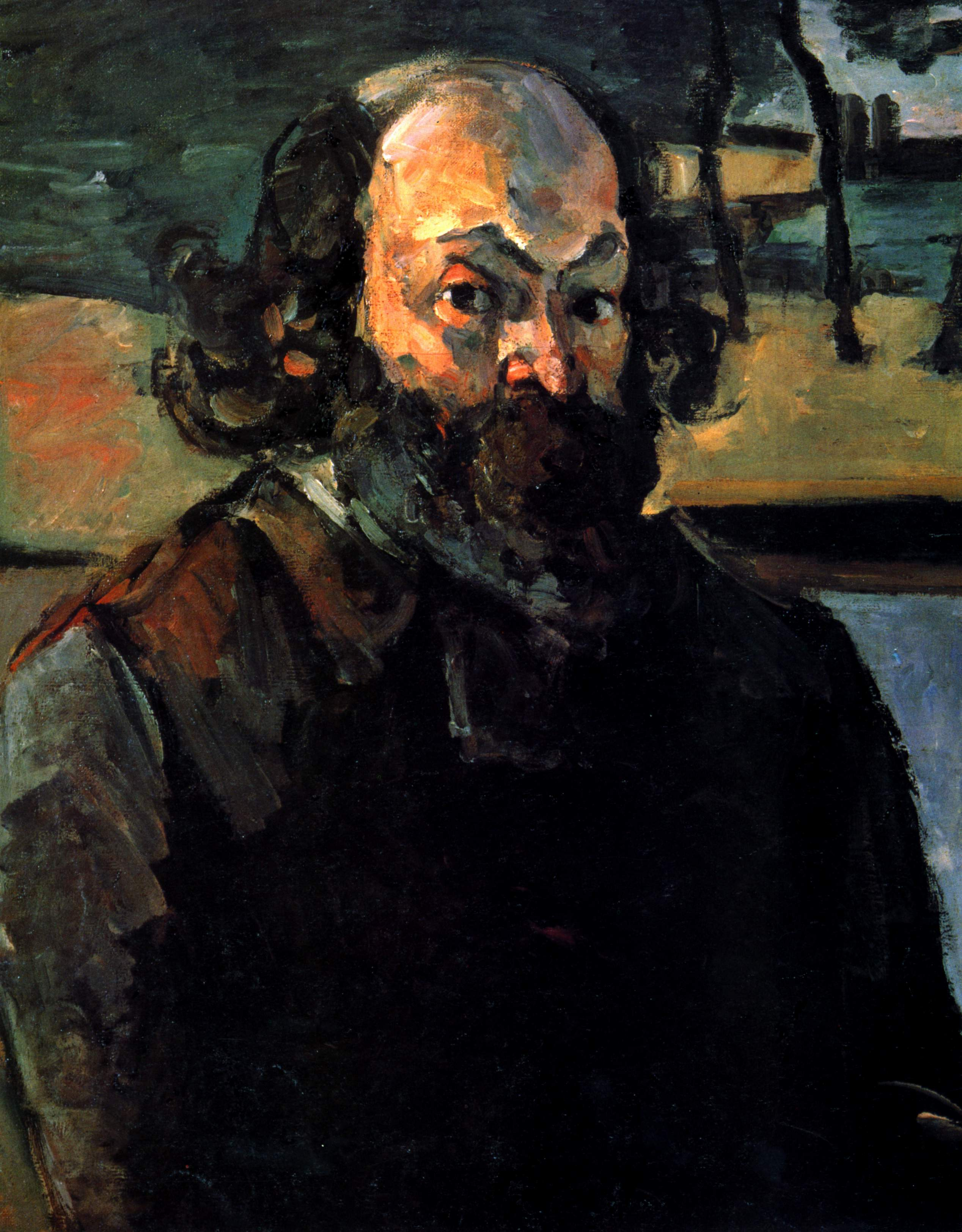
Chân dung tự họa, 1875
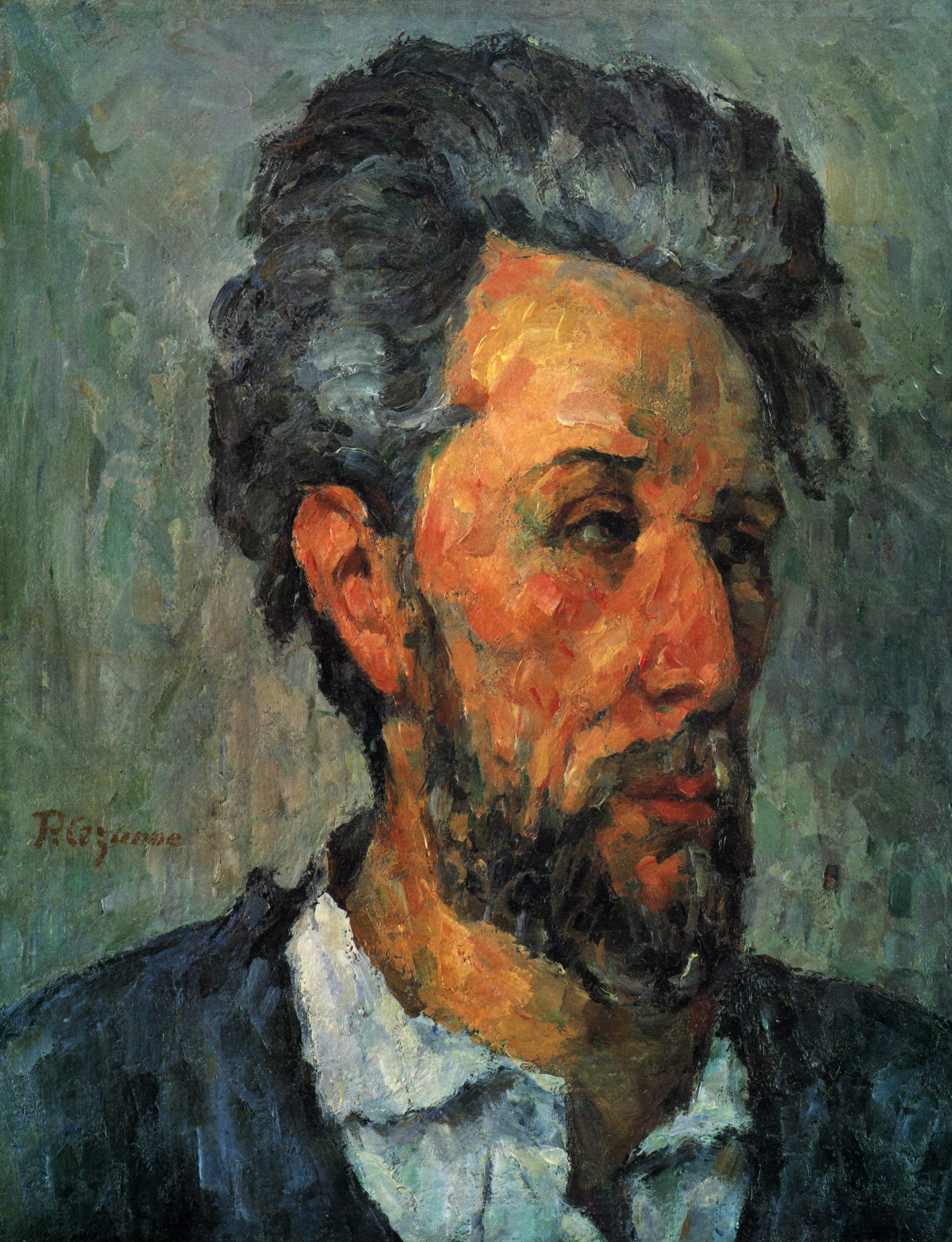
Portrait of Victor Chocquet, 1876-1877
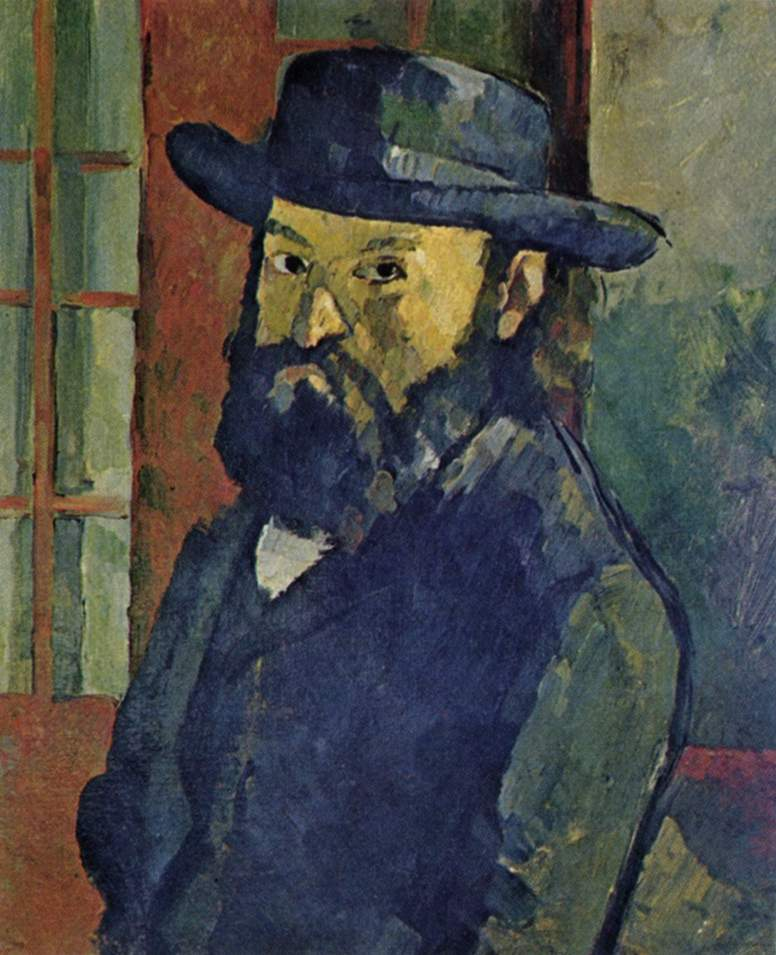
Chân dung tự họa, 1879-1882
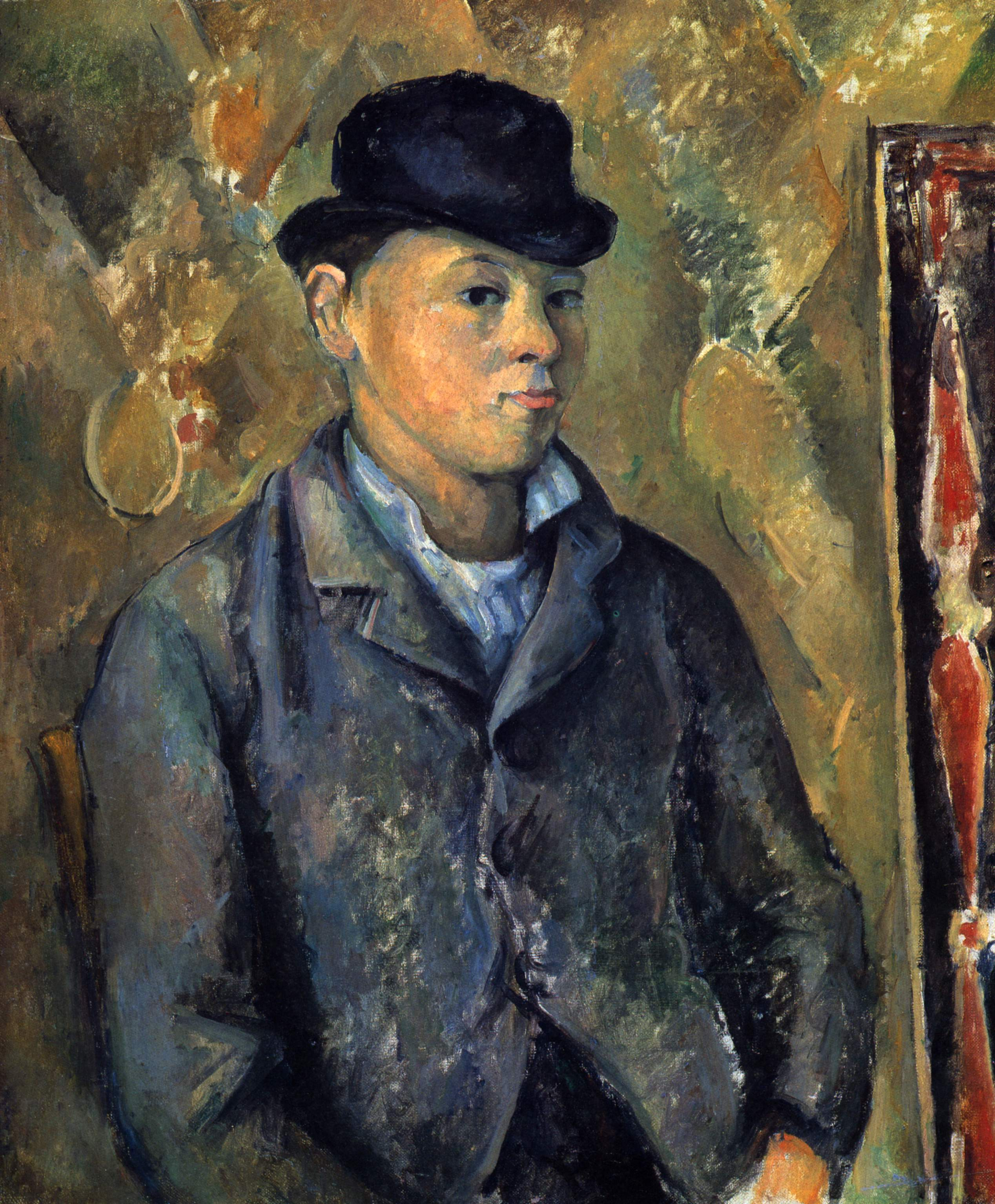
Portrait of Paul Cezanne's Son, pastel, 1890-1890, The National Gallery of Art, Washington, DC.
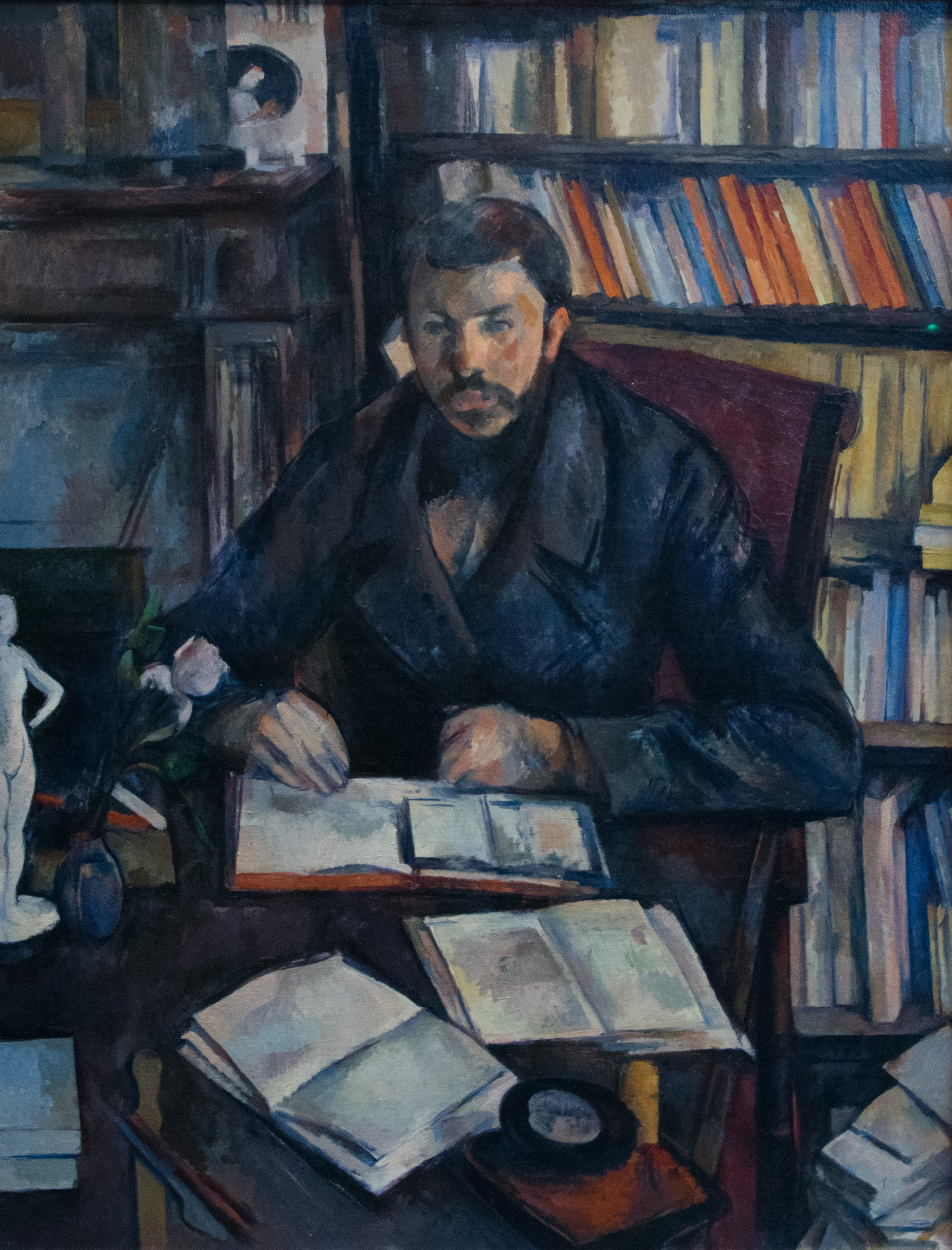
Portrait of Gustave Geffroy, 1895
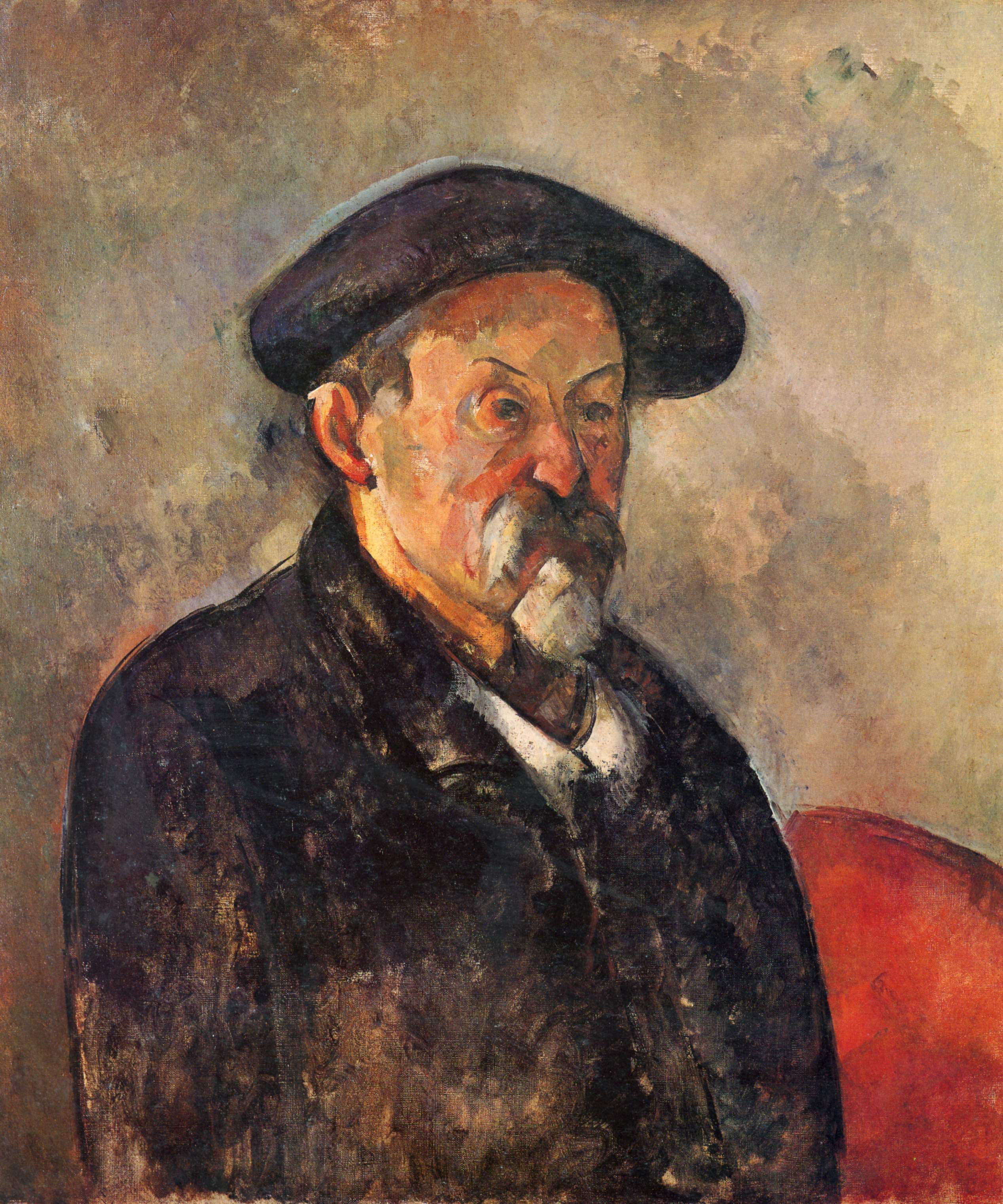
Self-portrait with Beret, 1898-1900, Bảo tàng nghệ thuật Boston